# Jeux olympiques d'été de 2016
Pour un article plus général, voir Jeux olympiques d'été.
Les Jeux olympiques d'été de 2016, officiellement appelés Jeux de la XXXIe olympiade de l'ère moderne, ont été célébrés en 2016 à Rio de Janeiro, au Brésil. Le lieu de la compétition a été choisi le 2 octobre 2009 et annoncé par Jacques Rogge, lors de la 121e session du Comité international olympique (CIO), qui se tenait à Copenhague, au Danemark.
Ces Jeux olympiques d'été sont les premiers à se dérouler en Amérique du Sud et les troisièmes à se dérouler dans l'hémisphère sud, après ceux de Melbourne en 1956 et ceux de Sydney en 2000. Il s'agit aussi des premiers Jeux olympiques à se dérouler dans un pays lusophone.
Les Jeux ont eu lieu du 5 au 21 août 2016 et plus de 11 000 athlètes de 204 Comités nationaux olympiques (CNO) et de deux équipes indépendantes participent à cet événement sportif. Les deux équipes indépendantes sont celles des Athlètes olympiques indépendants, composée d'athlètes du Koweït dont le CNO est suspendu, et des Athlètes olympiques réfugiés, composée d'une dizaine d'athlètes ayant le statut de réfugié en provenance de différents pays. Les Jeux comprennent 28 sports — dont le rugby à sept et le golf, ajoutés par le CIO en 2009. Ces événements sportifs se déroulent dans 33 lieux différents répartis dans 4 différents secteurs de la ville, à savoir : Barra, Copacabana, Deodoro, et Maracanã.
Le nageur américain Michael Phelps est à nouveau l'athlète le plus médaillé de ces Jeux, avec cinq titres olympiques et une médaille d'argent. Il porte à Rio son record d'olympien le plus médaillé de tous les temps à 23 titres olympiques (dont 13 titres individuels) et 28 médailles en tout. En natation, sa compatriote Katie Ledecky réalise le triplé 200 m-400 m-800 m nage libre et totalise cinq podiums. En gymnastique artistique, Simone Biles égale le record du nombre de médailles d'or sur une édition des Jeux avec quatre victoires, tandis que le Japonais Kohei Uchimura remporte les concours général individuel et par équipes.
Le sprinter jamaïcain Usain Bolt réédite ses exploits de Pékin en 2008 et de Londres en 2012, avec un troisième triplé 100 m-200 m-relais 4 × 100 m, totalement inédit dans l'histoire des Jeux olympiques. Son total de 9 médailles d'or en athlétisme lui permet de rejoindre Paavo Nurmi et Carl Lewis au sommet du palmarès olympique dans son sport. Le cyclisme britannique règne sur le vélodrome et Jason Kenny remporte trois médailles d'or dans les épreuves de vitesse. En canoë-kayak sprint, la Hongroise Danuta Kozák s'adjuge également trois titres. En lutte libre féminine, la Japonaise Kaori Icho remporte son 4e titre olympique consécutif dans la même épreuve, exploit seulement réalisé avant elle par Al Oerter, Carl Lewis et Michael Phelps alors qu'en équitation Isabell Werth (dressage) devient la plus médaillée des cavaliers et cavalières en remportant à Rio ses neuvième et dixième médailles. Le Français Teddy Riner ajoute à son palmarès un deuxième titre olympique des poids lourds pour devenir, en ajoutant ses huit titres mondiaux, le plus décoré des judokas.
Parmi les records du monde battus à Rio, celui du Sud-Africain Wayde Van Niekerk en athlétisme sur 400 m (43 s 03) marque les esprits, dix-sept ans après les 43,18 de Michael Johnson, tout comme les 29 min 17 s 45 de l'Éthiopienne Almaz Ayana sur 10 000 m, améliorant de plus de 17 secondes un record vieux de 23 ans. En football, le Brésil remporte son premier titre, aux tirs au but face à l'Allemagne. En tir, Kimberly Rhode gagne sa sixième médaille en six participations aux Jeux. Les États-Unis terminent en tête du tableau des médailles avec 121 podiums dont 46 médailles d'or. Pour la première fois, la Grande-Bretagne se poste en deuxième position devant la Chine avec un total de 67 médailles dont 27 en or.

## Sélection de la ville hôte

### Villes candidates
Sept villes candidates ont déposé un dossier pour l'organisation de ces Jeux olympiques auprès du Comité international olympique, mais le CIO en a retenu quatre le 4 juin 2008 :
- Madrid,  Espagne depuis le 30 mai 2007.
- Chicago[5],  États-Unis (élue le 14 avril 2007 face à Los Angeles). Initialement candidates, les villes de San Francisco, Houston et Philadelphie ont retiré leur proposition avant la désignation du compétiteur américain.
- Rio de Janeiro,  Brésil depuis le 1er septembre 2006.
- Tokyo,  Japon. Le 30 août 2006, le COJ avait éliminé Fukuoka au profit de Tokyo.

### Villes requérantes
Trois villes ont été éliminées le 4 juin 2008 par le CIO :
- Bakou,  Azerbaïdjan
- Doha,  Qatar La candidature de Doha n'a pas été retenue du fait d'un problème de dates. Les dates avancées par le comité de candidature pour les jeux de Doha 2016 empiétaient sur le calendrier international sportif.
- Prague,  République tchèque était candidate depuis le 22 mars 2007. C'est la troisième fois que le dossier de Prague est éliminé avant le vote final.

### Vote
Le vote définitif a eu lieu le 2 octobre 2009 à Copenhague (Danemark). Les candidatures de Rio et de Chicago étaient perçues comme favorites, étant renforcées par la présence au congrès du CIO de chefs d'État respectifs, Lula et Barack Obama.
La ville organisatrice des Jeux de la XXXIe Olympiade a été désignée et dévoilée à 18 h 51, heure d'Europe centrale, le 2 octobre 2009 : il s'agit de « Rio de Janeiro 2016 », qui a battu « Madrid 2016 » au dernier tour. Les villes de Chicago, puis Tokyo avaient été éliminées lors des tours précédents, selon les votes suivants :
| Pays                         | Ville candidate              | Note technique               | 1er tour | 2e tour | 3e tour |
| ---------------------------- | ---------------------------- | ---------------------------- | -------- | ------- | ------- |
| Brésil                       | Rio                          | 6,4                          | 26       | 46      | 66      |
| Espagne                      | Madrid                       | 8,1                          | 28       | 29      | 32      |
| Japon                        | Tokyo                        | 8,3                          | 22       | 20      | -       |
| États-Unis                   | Chicago                      | 7,0                          | 18       | -       | -       |
| Total des suffrages exprimés | Total des suffrages exprimés | Total des suffrages exprimés | 94       | 95      | 98      |

### Critiques
À la suite du vote, le gouverneur de Tokyo Shintarō Ishihara a dénoncé la « logique invisible à l'œuvre pour l'attribution des JO ». Il a notamment évoqué des accords passés par le président brésilien Lula avec certains membres du CIO, et notamment des « promesses osées aux représentants africains ». Le 4 juillet 2019, Sérgio Cabral Filho, gouverneur de l'État de Rio de Janeiro au moment de l'attribution, a affirmé avoir versé des pots-de-vin à certains délégués du CIO dans le but d'obtenir l'organisation des Jeux.

## Organisation

### Aspects financiers
Le budget global du comité d'organisation pour Rio 2016, incluant les frais des actions engagées préalablement à la phase de candidature, s'élève à 7,4 milliards de réaux. Il ne comprend pas les frais d'acquisition, rénovation ou de construction des infrastructures et bâtiments pris en charge par les gouvernements fédéraux et locaux, ou par des opérateurs privés.
Les investissements globaux hors comité d'organisation, initialement prévus dans le dossier de candidature pour 28,5 milliards de réaux ont été révisés en 2016 à 36,6 milliards. Ils se décomposent principalement en investissements pour la construction du parc olympique (5,6 milliards) et infrastructures de transport (24 milliards).
En vue des Jeux olympiques d'été 2016, un tramway construit par Alstom a été mis en place avec trois nouvelles lignes reliées à d'autres modes de transports qui amélioreront la circulation dans le centre-ville de Rio et permettront de réduire la pollution. Dimanche 5 juin 2016, Alstom a donc célébré avec la société concessionnaire VLT Carioca et la ville de Rio de Janeiro, la mise en service de la ligne de tramway.

### Logo
Un concours est organisé afin de choisir le dessin du logo officiel pour les Jeux de Rio 2016, auquel participent 139 agences. Finalement, le logo choisi en septembre 2009 est celui dessiné par l'agence brésilienne Tatil (basée à Rio de Janeiro). Ce logo est dévoilé le 31 décembre 2010, à l’occasion des festivités du nouvel an, sur la plage de Copacabana, en présence du président du CIO Jacques Rogge.
Le logo des Jeux olympiques de 2016 est une variété géométrique qui représente trois silhouettes de couleurs jaune orangé, bleu et vert (les couleurs du drapeau brésilien évoquant le soleil, la mer et la forêt amazonienne), se tenant par la main pour former une ronde, symbolisant l'union et le mouvement. Le maire de Rio y aurait lu le nom de sa ville. Ce logo repose sur quatre piliers, chacun représentant : « l’énergie contagieuse, la diversité harmonieuse, la nature exubérante et l’esprit olympique ». Sa silhouette évoque l'esprit Carioca et le Pain de Sucre, mont symbolique de la ville.
Ce dessin a provoqué des controverses quant à un possible plagiat du logo d'une fondation caritative américaine, la Telluride Foundation, ou à s'être grandement inspiré de la peinture La Danse d'Henri Matisse. Le directeur de l'agence Tatil admet certaines similarités mais affirme que leur proposition « est radicalement différente parce qu'elle est tri-dimensionnelle ».

Logo de candidature pour les JO de 2016.
Logo officiel utilisé pour les JO de 2016.
Logo des Jeux paralympiques d'été de 2016.

### Cérémonies

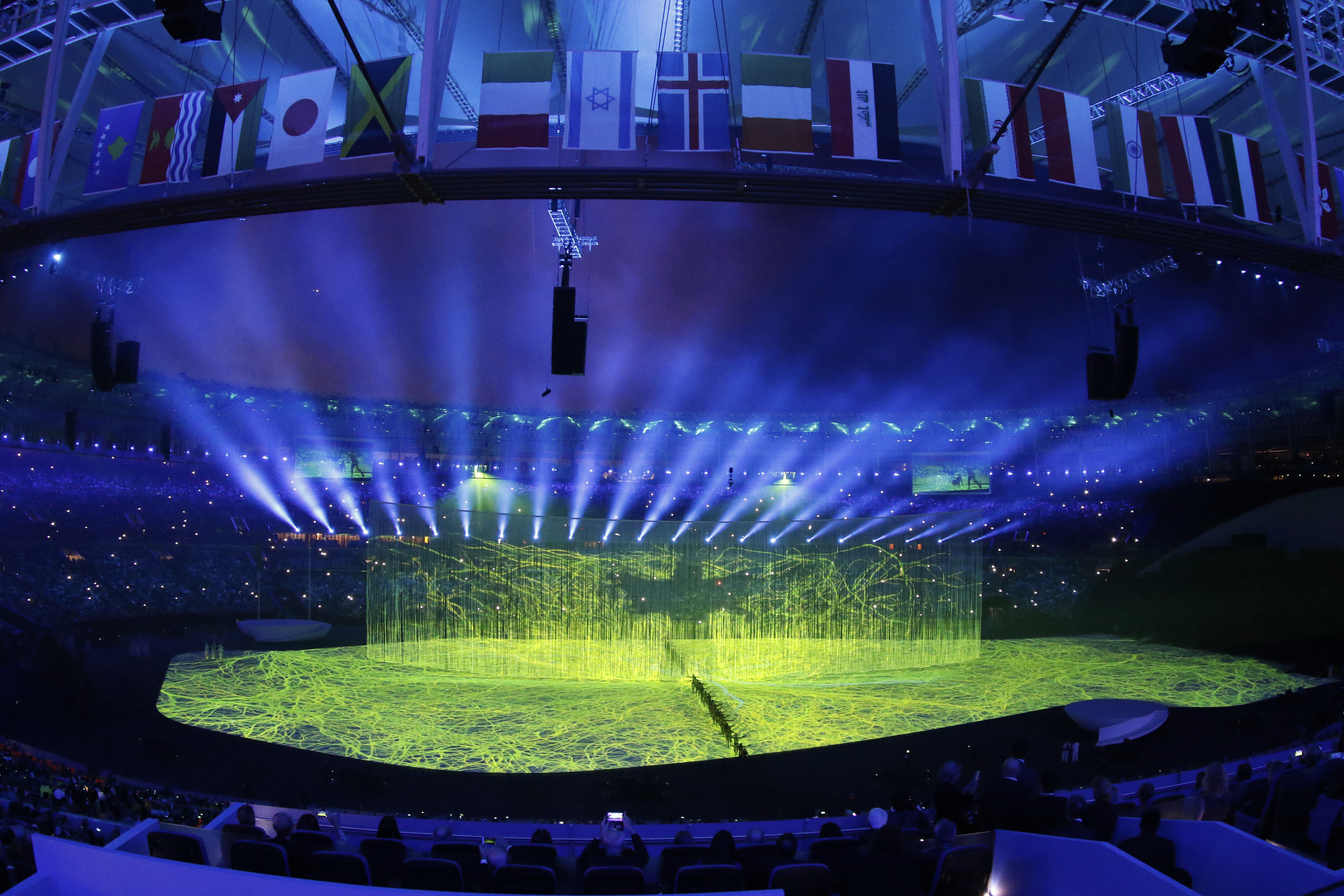
Cérémonie d'ouverture des Jeux olympiques d'été de 2016.

#### Ouverture
La cérémonie d'ouverture des Jeux olympiques de Rio de Janeiro a débuté le 5 août 2016 à partir de 20 h, heure locale dans le stade Maracanã et s'est terminée vers 1 h, heure locale. L'organisation de la cérémonie d'ouverture a été confiée à Fernando Meirelles, Daniela Thomas et Andrucha Waddington. La vasque olympique sculptée par Anthony Howe a été allumée par Vanderlei Cordeiro de Lima après avoir reçu la flamme des mains de Hortência Marcari.

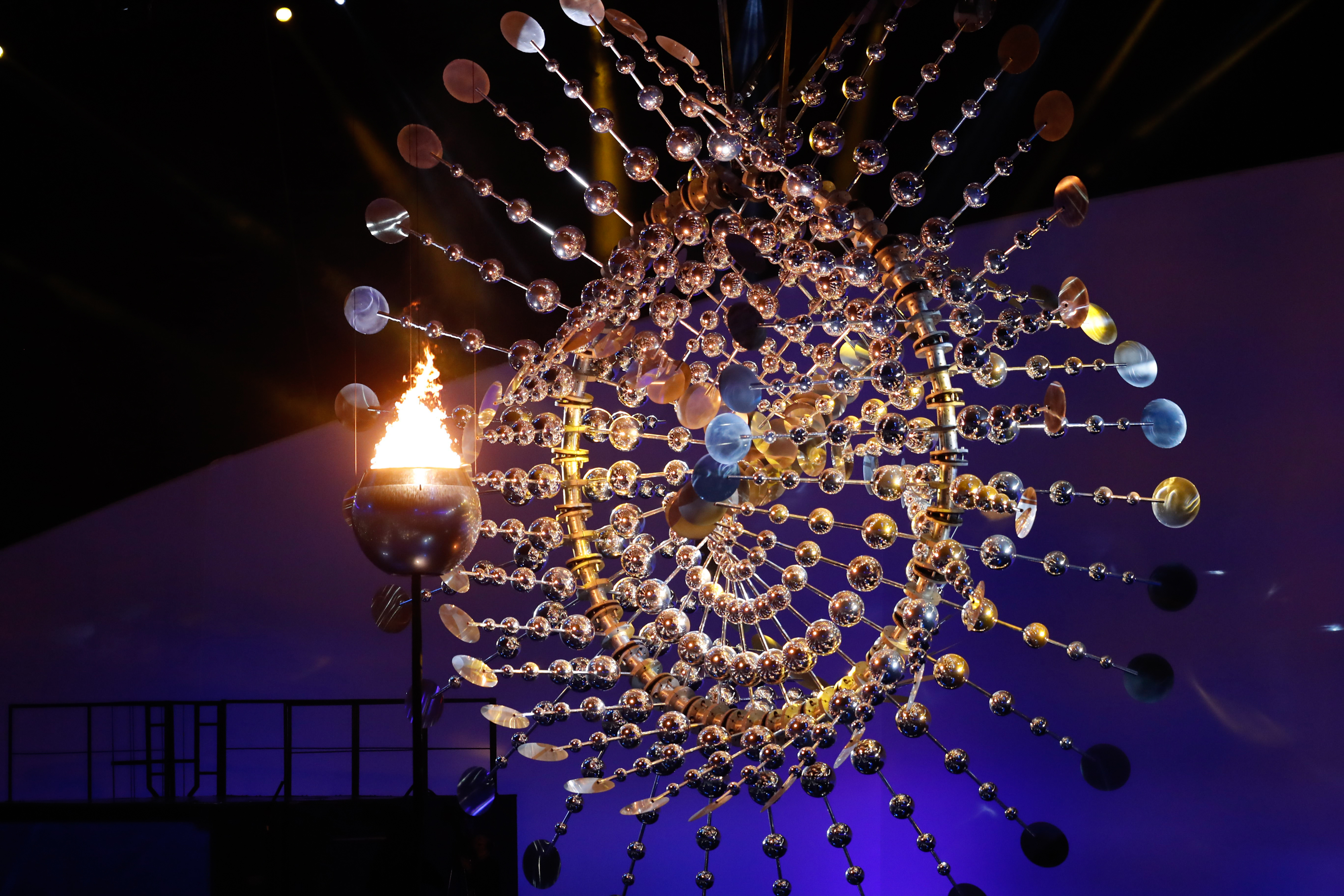
La vasque de la flamme olympique de Rio 2016.

#### Clôture
La cérémonie de clôture des Jeux olympiques de Rio de Janeiro a débuté le 21 août 2016 à partir de 20 h, heure locale, au stade Maracanã.
Les athlètes ont défilé sans ordre protocolaire une dernière fois et le drapeau olympique fut remis à la gouverneure de Tokyo Yuriko Koike qui accueillera les prochains jeux d'été en 2020. La flamme olympique, œuvre de Anthony Howe, est éteinte à 22 h 24 par la chanteuse et actrice Mariene de Castro sous une pluie artificielle, bien que la cérémonie se soit déroulée sous une pluie bien réelle.

### Calendrier
Toutes les dates sont par rapport à l'heure locale (UTC−3).
|  | Cérémonies |  | Jour de compétition |  | Jour de finale | 4 | Nombre de finales |  | Gala d'exhibition |

| C a n o ë - | k a y a k |
| ----------- | --------- |

| V o l e y | b a l |
| --------- | ----- |

|  | Cérémonies |  | Jour de compétition |  | Jour de finale | 4 | Nombre de finales |  | Gala d'exhibition |

### Événements
Le 9 novembre 2011, la société italienne Filmmaster Group, appartenant à Marco Balich, est choisie parmi douze autres entreprises, après appel d'offres, pour organiser les principaux événements liés à ces Jeux, du tour mondial de la torche olympique à la cérémonie d'ouverture. La société, à capital entièrement italien, a des sièges à Rome, Milan, Madrid et Dubaï. Elle est la productrice exécutive des célébrations des Jeux et elle supervise d'autres sociétés de production, tandis qu'elle organise la planification et la gestion de tous les aspects techniques et administratifs des cérémonies et événements prévus pour les Jeux de la XXXIe Olympiade. C'est sous le nom de « Cerimonias Cariocas 2016 », coentreprise de Filmmaster Group avec la société brésilienne Srcom (qui œuvre depuis 20 ans dans le domaine des événements créatifs et qui a réalisé le logo de Rio 2016), conduite par Abel Gomes, que Marco Balich a remporté ce concours, en tant que président de K-events, une filiale de Filmmaster Group (qui a déjà participé à Turin 2006, le bicentennaire du Mexique, l'inauguration de la Donbass Arena de Donetsk et la direction artistique du Festival de Venise. Son dernier travail a été l'inauguration du Juventus Stadium à Turin). 
Cerimonias Cariocas se réunit déjà pour la transmission du drapeau pour les Jeux suivants à Londres (Londres 2012).

## Participants

### Nations participantes

Nombre d'athlètes par délégation

Le Soudan du Sud et le Kosovo font leur première apparition aux Jeux olympiques sous leur propres délégations, ce qui porte à 204 le nombre de nations participantes aux Jeux olympiques d'été, auxquelles il faut ajouter deux délégations distinctes concourant sous la bannière olympique.
Avec la crise migratoire en Europe et pour d'autres raisons[Lesquelles ?], le CIO décide d'autoriser des athlètes réfugiés à concourir sous la bannière olympique en tant qu'« athlètes olympiques réfugiés ».
À la suite d'accusations de dopage organisé dans le milieu du sport russe, l'Agence mondiale antidopage appelle à l'exclusion de la Russie. Le 24 juillet 2016, le CIO décide de ne prendre aucune mesure générale et de laisser ce choix aux différentes fédérations sportives internationales. La Fédération russe d'athlétisme étant suspendue par la Fédération internationale pour dopage, seules deux athlètes russes sont initialement autorisées à concourir comme indépendantes, Darya Klishina qui réside aux États-Unis, et Yuliya Stepanova, en tant que lanceuse d'alerte, finalement exclue de la compétition par le CIO car contrôlée positive au dopage en 2013.
Le Koweït fait quant à lui l'objet d'une suspension par le CIO et ses sportifs concourent sous la bannière olympique au sein de la délégation des athlètes olympiques indépendants.
| Afrique | Amériques | Asie | Europe | Océanie |
| --- | --- | --- | --- | --- |
| - Afrique du Sud (137) - Algérie (65) - Angola (23) - Bénin (6) - Botswana (10) - Burkina Faso (1) - Burundi (7) - Cameroun (23) - Cap-Vert (4) - Côte d'Ivoire (11) - Djibouti (7) - Égypte (119) - Érythrée (9) - Éthiopie (34) - Gabon (4) - Gambie (3) - Ghana (11) - Guinée (2) - Guinée-Bissau (3) - Guinée équatoriale (2) - Kenya (87) - Lesotho (8) - Libéria (2) - Libye (7) - Madagascar (6) - Malawi (5) - Mali (6) - Maroc (51) - Maurice (12) - Mauritanie (2) - Mozambique (4) - Namibie (11) - Niger (2) - Nigeria (63) - Ouganda (21) - République centrafricaine (6) - République démocratique du Congo (3) - République du Congo (10) - Rwanda (7) - Sao Tomé-et-Principe (3) - Sénégal (18) - Seychelles (5) - Sierra Leone (2) - Somalie (2) - Soudan (4) - Soudan du Sud (3) - Swaziland (2) - Tanzanie (7) - Tchad (2) - Togo (5) - Tunisie (61) - Union des Comores (2) - Zambie (5) - Zimbabwe (30) | - Antigua-et-Barbuda (4) - Argentine (212) - Aruba (7) - Bahamas (25) - Barbade (12) - Belize (3) - Bermudes (6) - Bolivie (12) - Brésil (465) - Canada (314) - Chili (42) - Colombie (147) - Costa Rica (8) - Cuba (116) - Dominique (2) - Équateur (38) - États-Unis (554) - Grenade (4) - Guatemala (21) - Guyana (6) - Haïti (8) - Honduras (26) - Îles Caïmans (3) - Îles Vierges britanniques (2) - Îles Vierges des États-Unis (5) - Jamaïque (63) - Mexique (124) - Nicaragua (5) - Panama (10) - Paraguay (11) - Pérou (29) - Porto Rico (42) - République dominicaine (20) - Saint-Christophe-et-Niévès (7) - Sainte-Lucie (4) - Saint-Vincent-et-les-Grenadines (2) - Salvador (8) - Suriname (3) - Trinité-et-Tobago (26) - Uruguay (17) - Venezuela (86) | - Afghanistan (3) - Arabie saoudite (10) - Bahreïn (25) - Bangladesh (3) - Bhoutan (2) - Birmanie (2) - Brunei (3) - Cambodge (6) - Chine (413) - Corée du Nord (35) - Corée du Sud (205) - Émirats arabes unis (10) - Hong Kong (38) - Inde (120) - Indonésie (28) - Irak (23) - Iran (64) - Israël (48) - Japon (330) - Jordanie (6) - Kazakhstan (103) - Kirghizistan (16) - Laos (6) - Liban (9) - Malaisie (31) - Maldives (2) - Mongolie (40) - Népal (7) - Oman (3) - Ouzbékistan (70) - Palestine (6) - Pakistan (7) - Philippines (12) - Qatar (35) - Singapour (22) - Sri Lanka (9) - Syrie (7) - Tadjikistan (7) - Taipei chinois (57) - Thaïlande (46) - Timor oriental (3) - Turkménistan (7) - Viêt Nam (22) - Yémen (2) | - Albanie (5) - Allemagne (425) - Andorre (5) - Arménie (33) - Autriche (68) - Azerbaïdjan (56) - Belgique (101) - Biélorussie (135) - Bosnie-Herzégovine (11) - Bulgarie (51) - Chypre (17) - Croatie (86) - Danemark (122) - Estonie (45) - Espagne (306) - Finlande (56) - France (396) - Géorgie (39) - Grande-Bretagne (366) - Grèce (89) - Hongrie (157) - Irlande (74) - Islande (7) - Italie (313) - Kosovo (8) - Lettonie (34) - Liechtenstein (3) - Lituanie (67) - Luxembourg (9) - Macédoine (6) - Malte (2) - Moldavie (21) - Monaco (2) - Monténégro (34) - Norvège (66) - Pays-Bas (241) - Pologne (238) - Portugal (92) - Roumanie (104) - Russie (271) - Saint-Marin (4) - Serbie (104) - Slovaquie (52) - Slovénie (61) - Suède (152) - Suisse (107) - République tchèque (107) - Turquie (98) - Ukraine (183) | - Australie (410) - Fidji (51) - Guam (5) - Îles Cook (7) - Kiribati (3) - Marshall (5) - Micronésie (5) - Nauru (2) - Nouvelle-Zélande (199) - Palaos (2) - Papouasie-Nouvelle-Guinée (8) - Salomon (1) - Samoa (8) - Samoa américaines (4) - Tonga (7) - Tuvalu (1) - Vanuatu (4) |
| 54 pays | 41 pays | 44 pays | 49 pays | 17 pays |
| - Athlètes olympiques indépendants (9) - Athlètes olympiques réfugiés (10) | | | | |

### Principaux sportifs ayant déclaré forfait ou suspendus
Les sportifs ci-dessous ont déclaré forfait à cause de l'épidémie d'infection à virus Zika ou d'une blessure ou ont été suspendus pour dopage.

#### Athlétisme
Zharnel Hughes, coureur de 200 m, déclare forfait pour blessure, comme :
- Teddy Tamgho, sauteur, blessé lors du championnat de France ;
- Gianmarco Tamberi, champion du monde en salle de la hauteur, blessé ;
- Sally Pearson, championne olympique du 100 mètres haies ;
- Carmelita Jeter, vice championne olympique du 100 m, blessée à la cuisse gauche.

Tous les athlètes russes sont suspendus pour dopage organisé, sauf Darya Klishina (saut en longueur).
L'Américaine Kendra Harrison, recordwoman du monde du 100 mètres haies, n'est pas sélectionnée, ayant fini sixième des sélections olympiques américaines.

#### Basketball
Stephen Curry, meneur, renonce à participer à cause du Zika comme :
- LaMarcus Aldridge, pivot ;
- James Harden, arrière ;
- Bradley Beal, arrière ;
- Kawhi Leonard, ailier ;
- Damian Lillard, meneur ;
- Chris Paul, meneur ;
- Anthony Davis, intérieur ;
- John Wall, meneur ;
- Blake Griffin, ailier fort.

 Nemanja Bjelica fait forfait pour blessure comme :
- Sancho Lyttle, intérieure ;
- Marc Gasol, pivot ;
- Céline Dumerc, meneuse, capitaine [31].

#### Cyclisme sur route
Alberto Contador déclare forfait à cause de ses blessures durant le tour de France comme :
- Thibaut Pinot, à cause d'une infection, remplacé par Alexis Vuillermoz ;
- Stefan Küng, blessé au championnat de Suisse ;
- Nairo Quintana, en mauvaise forme.

#### Football
Douglas Costa de Souza, ailier, a déclaré forfait après une blessure comme :
- Luciano Vietto, attaquant ;
- Laure Boulleau, défenseuse ;
- Laura Georges, défenseuse.
- Kevin Lopez, milieu

#### Golf
Jason Day (N.1), renonce à participer par peur de l'infection à virus Zika, tout comme :
- Hideki Matsuyama, (N.17) ;
- Rory McIlroy, ancien numéro 1 européen ;
- Marc Leishman, (N.32) ;
- Shane Lowry, l’ex tenant du titre du WGC Bridgestone International ;
- Adam Scott, (N.7) ;
- Jordan Spieth (N.3) ;
- Dustin Johnson (N.2) ;
- Graeme McDowell (N.72) ;
- Branden Grace (N.11) ;
- Louis Oosthuizen (N.15) ;
- Charl Schwartzel (N.23) ;
- Vijay Singh, double vainqueur du l'US PGA

 Victor Dubuisson (N.78), forfait pour méforme.

#### Gymnastique artistique
John Orozco a déclaré forfait à cause d'une blessure.

#### Haltérophilie
Tous les athlètes russes sont suspendus pour dopage.
L'haltérophile kirghiz Izzat Artykov, médaillé de bronze dans la catégorie des - 69 kg, est le premier médaillé des JO. Contrôlé positif à la strychnine, il est exclu des Jeux.

#### Handball
Xavier Barachet ne participe pas aux JO, à cause d'une blessure

#### Judo
Loïc Korval, champion d'Europe, n'ayant pas encore purgé sa suspension pour avoir manqué trois fois de suite à ses obligations de localisation, est exclu par l'Agence française de lutte contre le dopage.

#### Natation
Les Russes suspendus pour dopage sont :
- Nikita Lobintsev
- Mikhail Dovgalyuk
- Nataliya Lovtsova
- Daria Ustinova
- Anastasia Krapivina

#### Tennis
- Tomáš Berdych (no 8), déclare forfait par peur de l'infection à virus Zika, tout comme :
  -  Simona Halep (no 5) ;
  -  Milos Raonic (no 7) ;
  -  Dominic Thiem (no 9) ;
  -  Karolína Plíšková (no 16) ;
  -  John Isner (no 16) ;
  -  Bob Bryan et Mike Bryan (nos 4 en double)[34].
- Nick Kyrgios (no 18), sanctionné sur son comportement par l'AOC comme :
  -  Bernard Tomic (no 19).
- Roger Federer (no 3), touché aux genoux, déclare forfait, tout comme :
  -  Stanislas Wawrinka (no 4), touché au dos ;
  -  Richard Gasquet (no 14), blessé au dos, remplacé par Benoît Paire (no 24) ;
  -  Márcos Baghdatís (no 42) blessé au coude.
- Belinda Bencic (no 16), en retard sur sa préparation.

#### Triathlon
- Javier Gomez, quintuple champion du monde, déclare forfait à cause d'une fracture au niveau du bras gauche comme :
- Emmie Charayron, championne d'Europe 2011.

## Infrastructures sportives

Carte des sites de compétition des Jeux olympiques d'été de 2016.

L'ensemble des infrastructures sportives des Jeux olympiques et paralympiques sont situées autour de quatre zones : la plage de Copacabana, Maracanã, Deodoro et Barra da Tijuca ; cette dernière a accueilli également le village olympique.
Barra de Tijuca est le principal site de compétitions des Jeux de Rio. C'est là que se trouvent le « Parc olympique », le Village des Athlètes et les deux centres de presse principaux (presse/MPC et radio-télévision/IBC). En tout, 23 sports répartis sur quinze installations sont disputés à Barra. Le Parc olympique de Barra remplace l'ancien circuit de Formule 1 de Jacarepaguá, où dix Grand Prix se sont disputés de 1978 à 1989, fermé en 2012 et démoli pour laisser place aux installations olympiques.
La moitié environ des infrastructures sportives utilisées pour ces Jeux olympiques ont été construites pour les Jeux Panaméricains de 2007.
En 2017, d'après le journal Le Monde une partie des équipements sont délaissés ou abandonnés.

### Équipements déjà existants

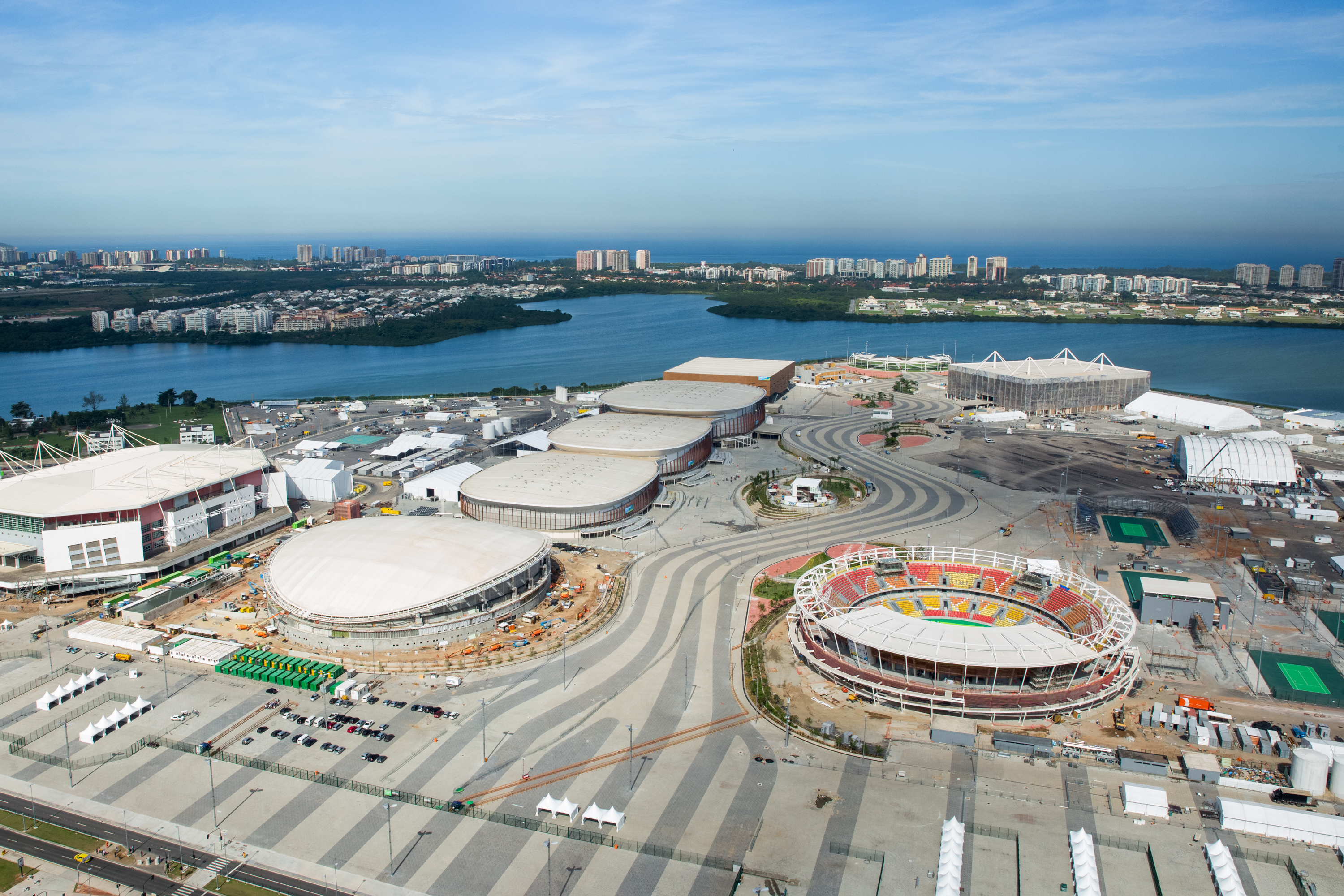
Parc olympique de Rio de Janeiro
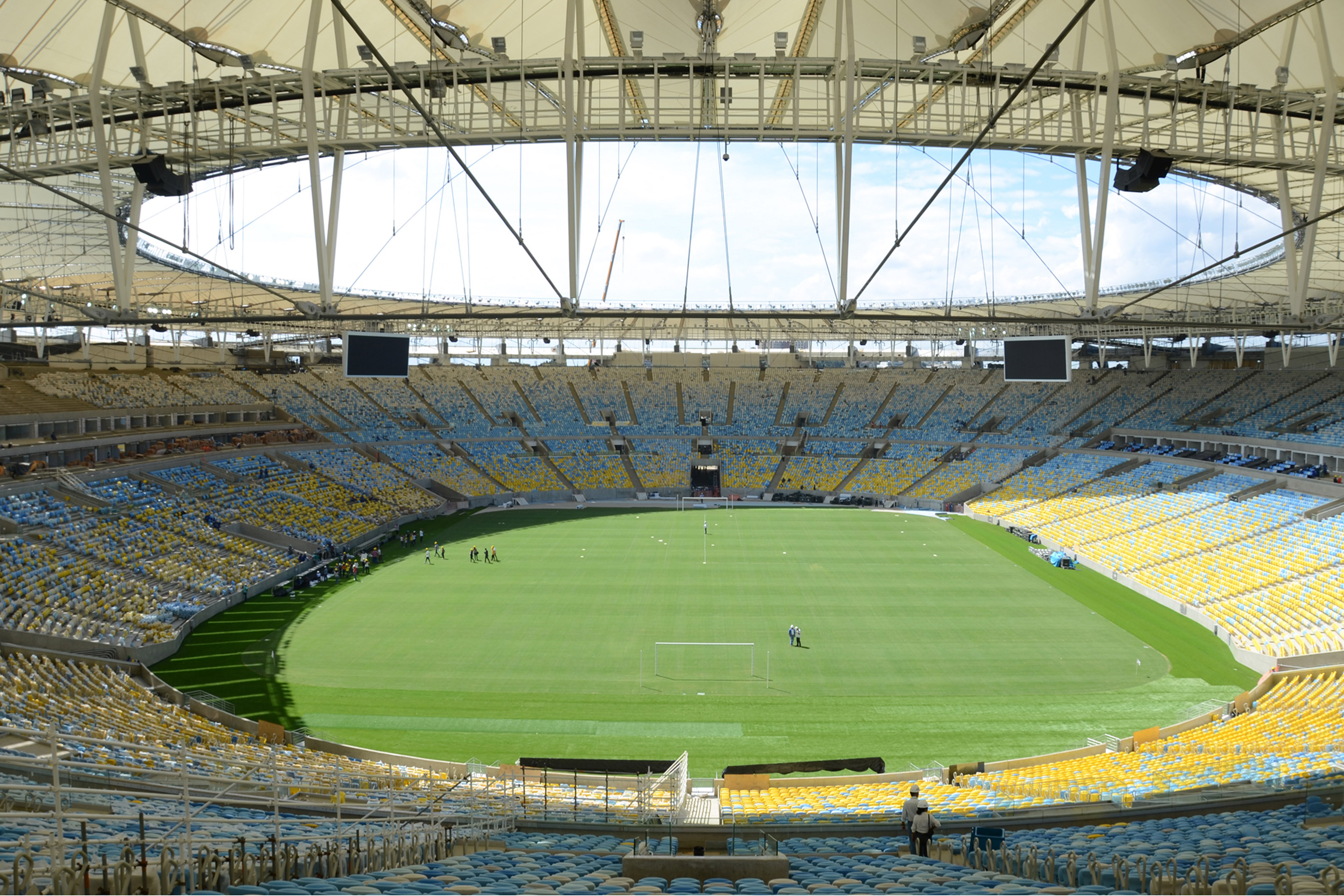
Stade Maracanã, cérémonies d'ouverture et de clôture, ainsi que les phases finales de football.
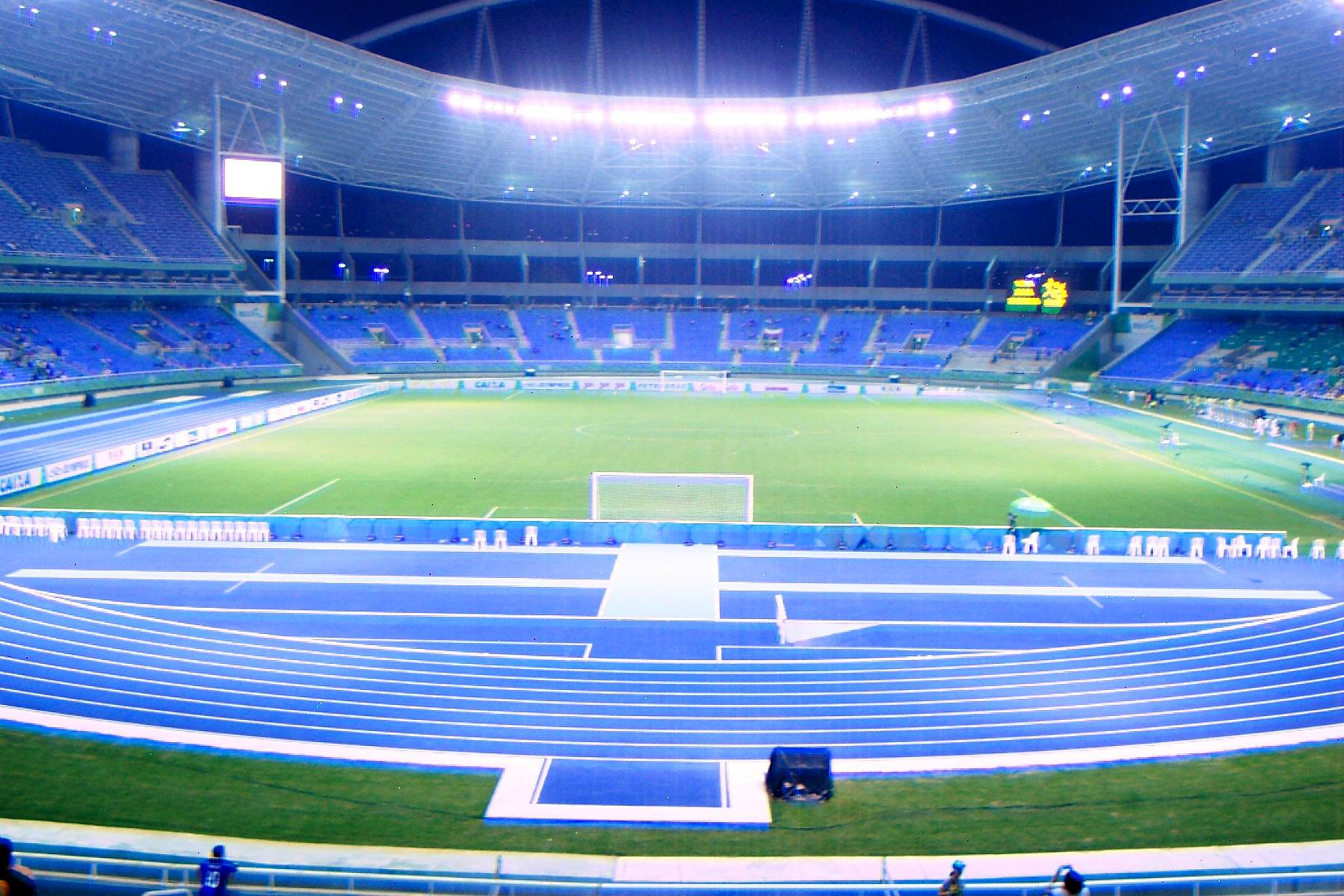
Stade olympique Nilton-Santos, site des compétitions d'athlétisme.
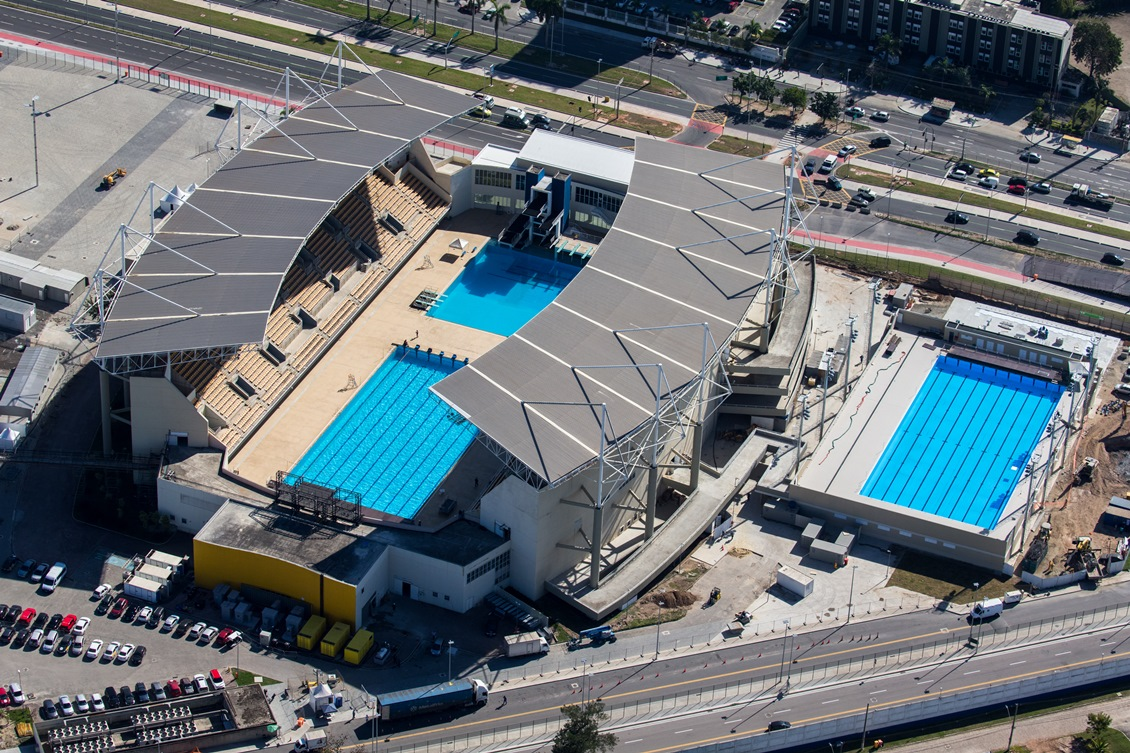
Parc aquatique Maria Lenk, site des compétitions de water-polo et de plongeon.
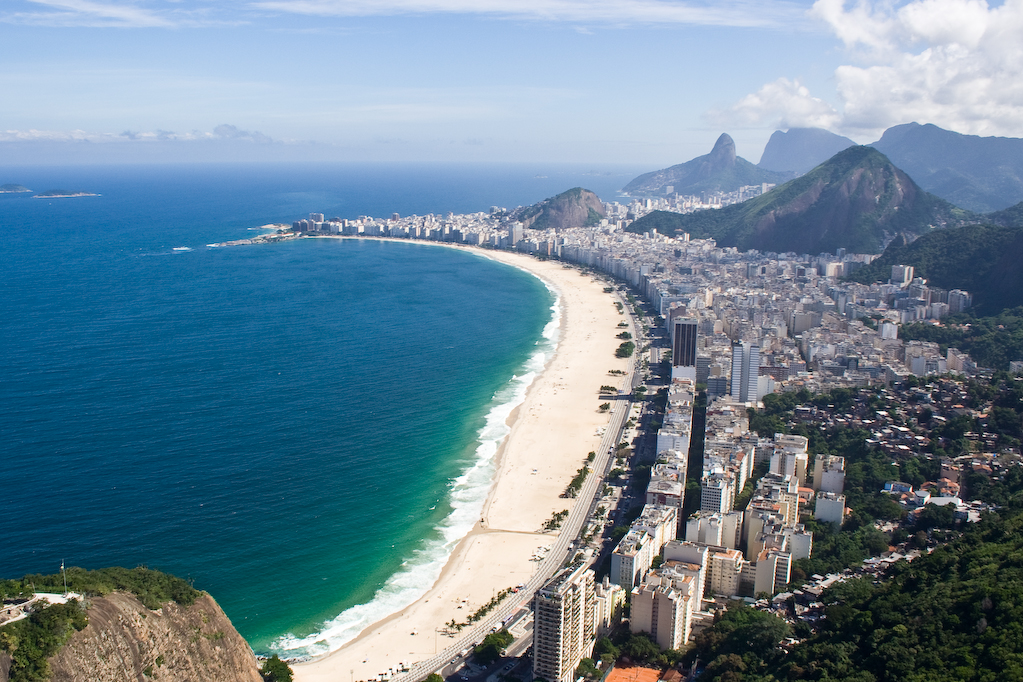
Plage de Copacabana, site du triathlon, du beach volley et du marathon à la nage.
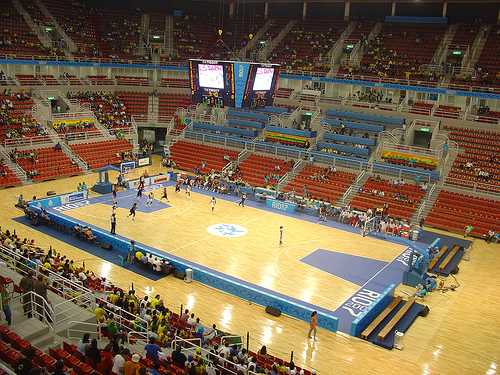
HSBC Arena, site des compétitions de gymnastique artistique, rythmique et du trampoline.
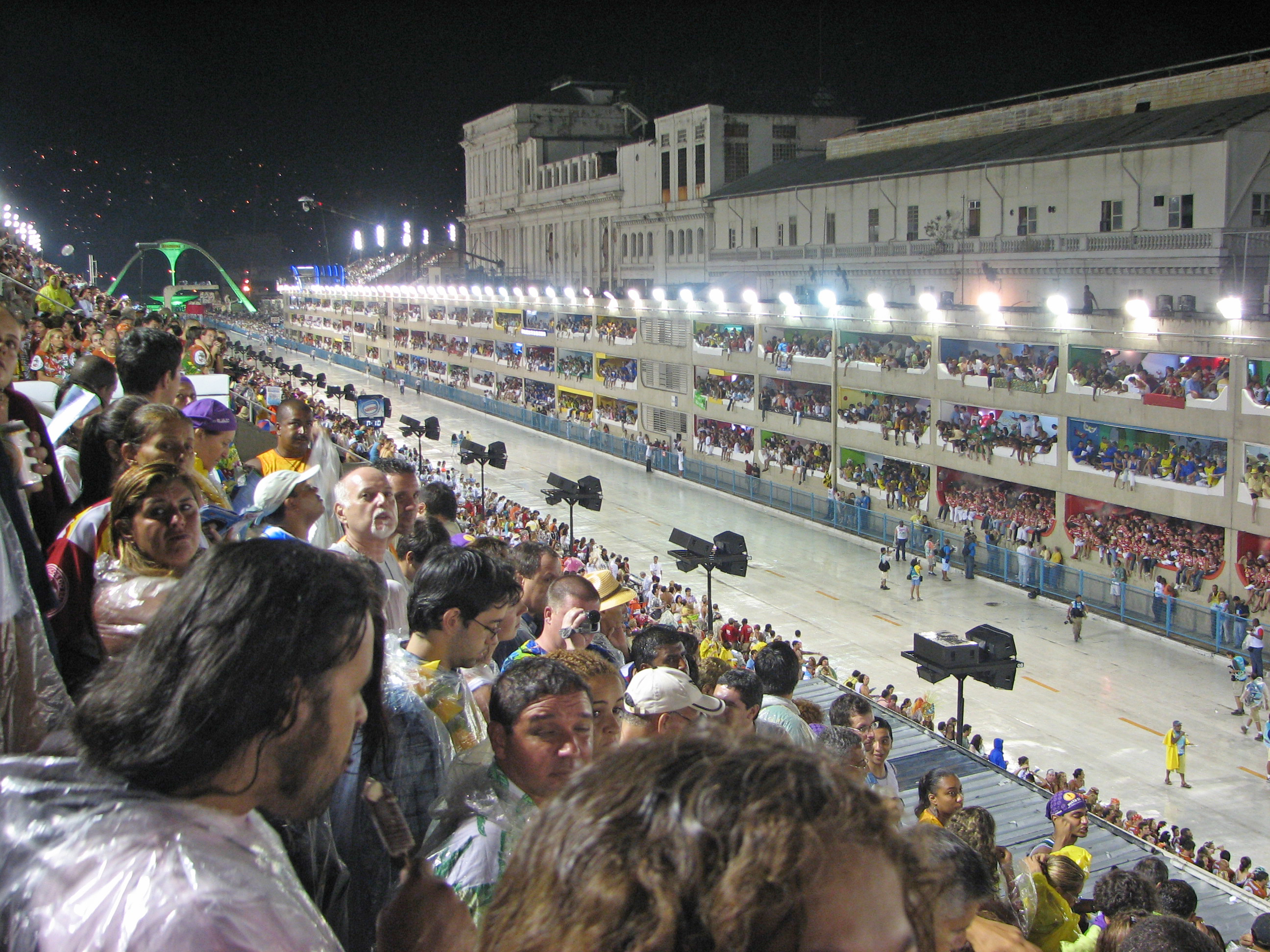
Sambodrome, site de l'arrivée du marathon et des épreuves de tir à l'arc.
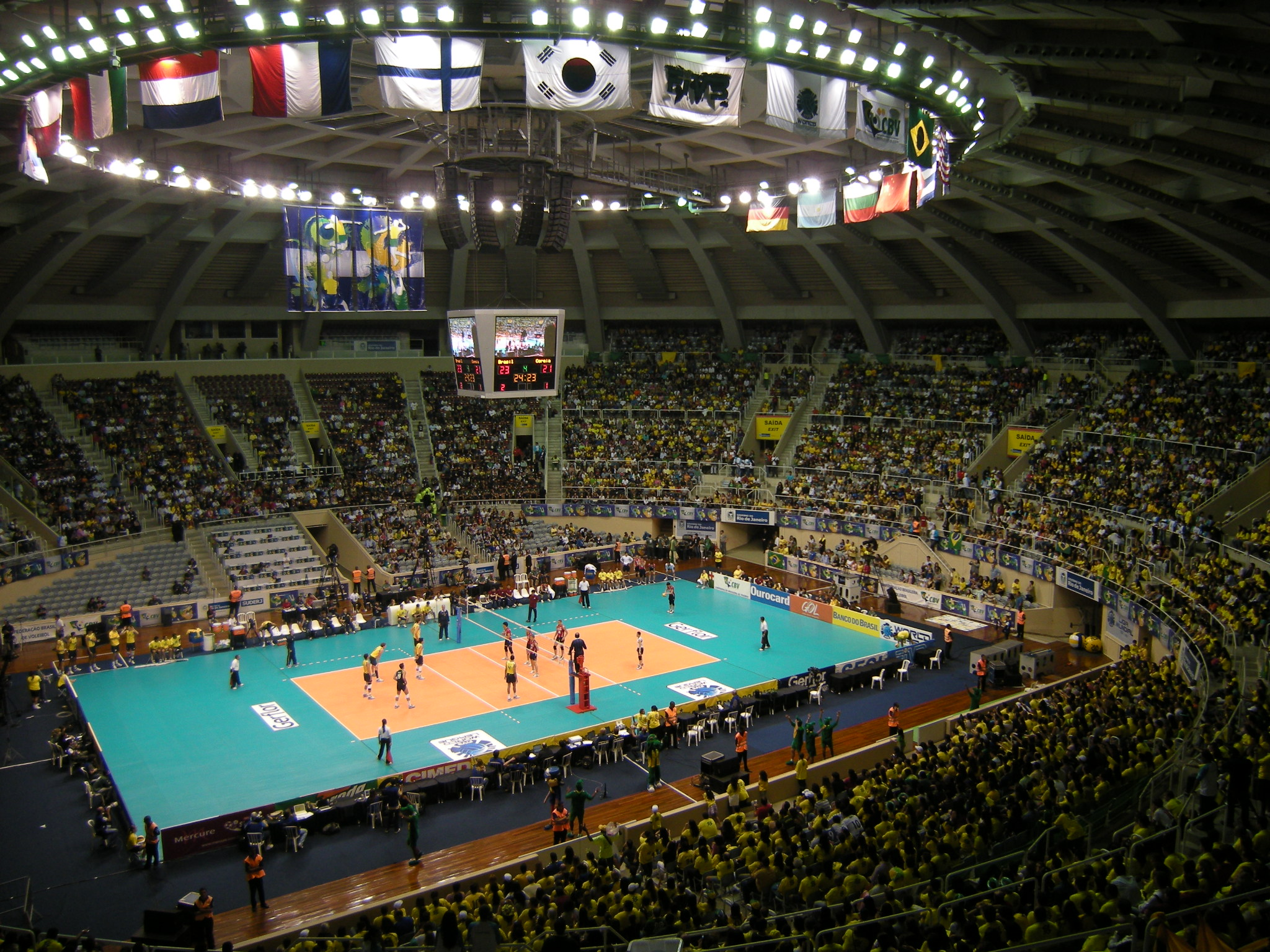
Maracanãzinho Gymnasium, site de la compétition de volley-ball en salle.
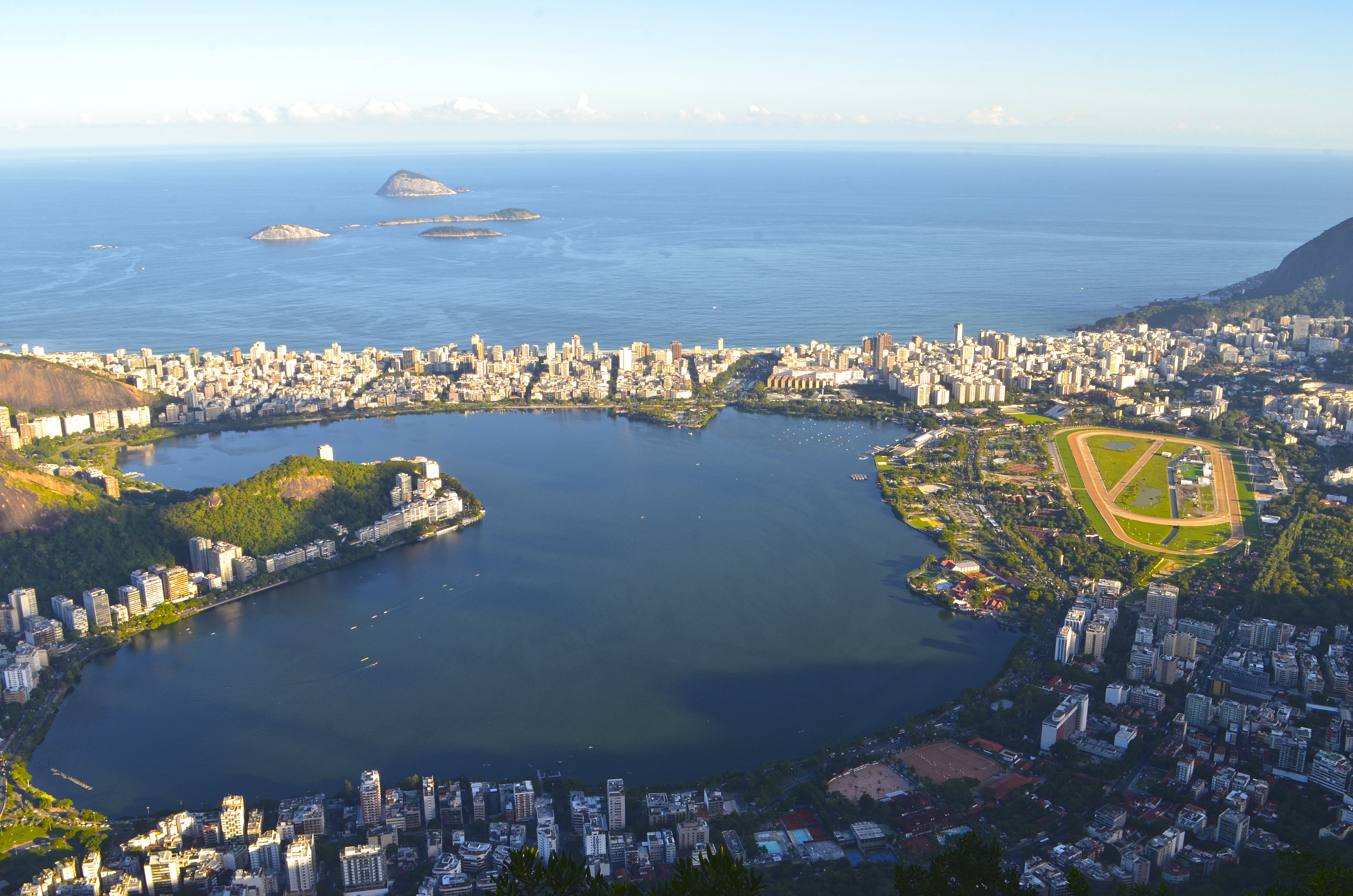
Lagoa Rodrigo de Freitas, site des compétitions de canoë et d'aviron.
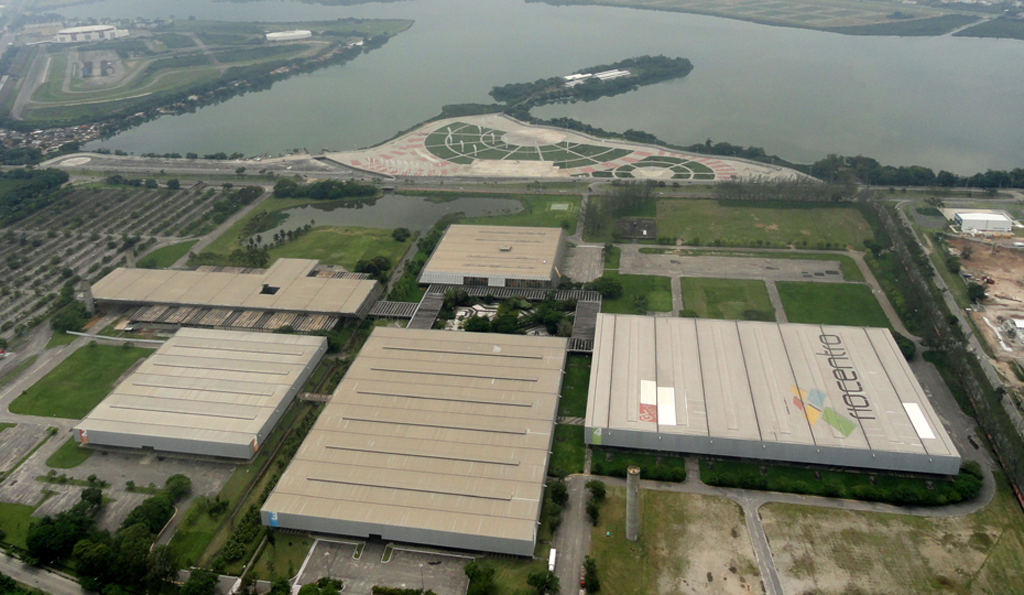
Riocentro, site des compétitions de boxe, de tennis de table, de badminton et d'haltérophilie.
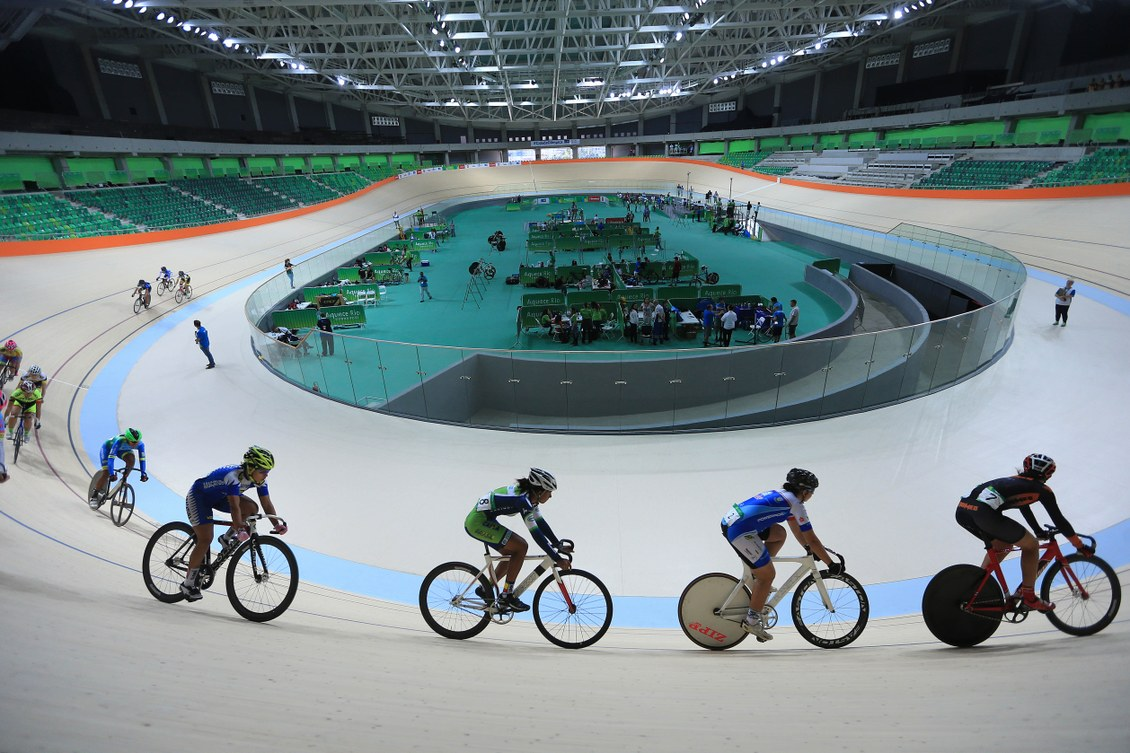
Vélodrome de Barra

### Stades de football
En plus du fameux stade Maracanã, la compétition de football se déroule au stade Nilton-Santos, également à Rio, mais aussi dans des stades de Belo Horizonte (Mineirão), Brasilia (stade national de Brasilia Mané-Garrincha), Manaus (Arena da Amazônia), Salvador (Itaipava Arena Fonte Nova) et São Paulo (Arena Corinthians). L'ensemble de ces stades a également été utilisé pour la Coupe du monde de football de 2014 organisée par le Brésil, à l'exception du stade Morumbi.

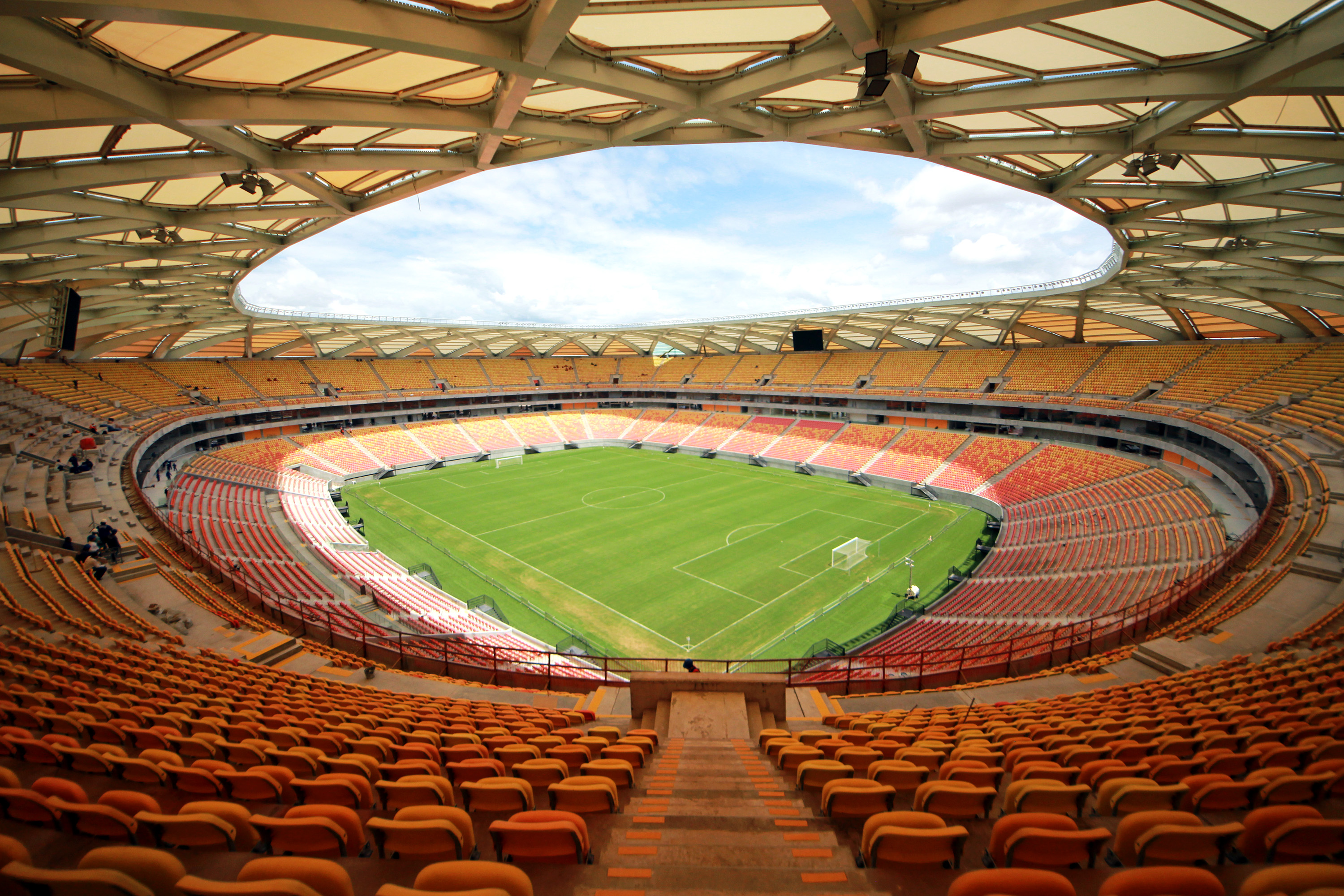
Arena Amazônia Manaus
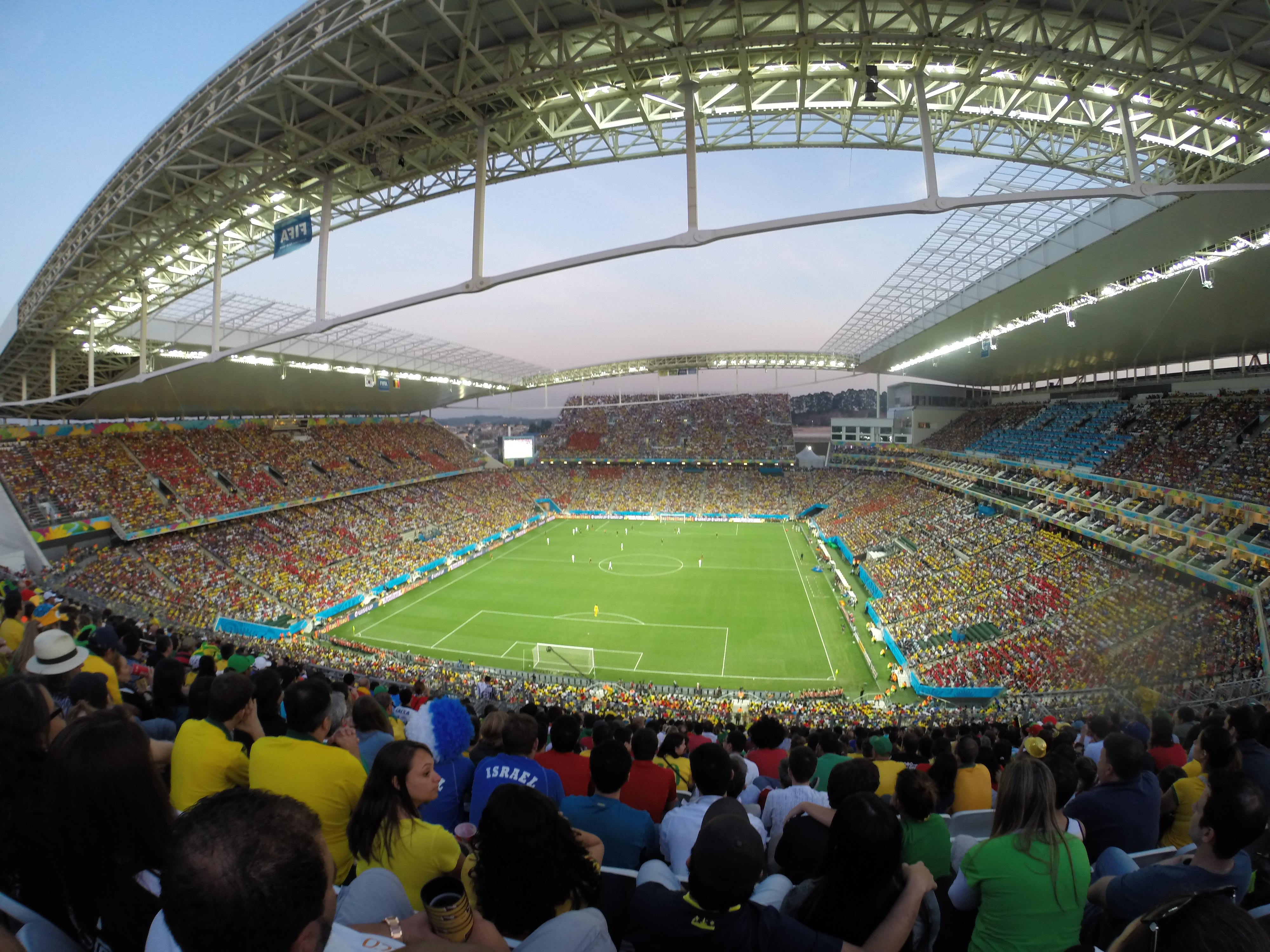
Arena Corinthians São Paulo
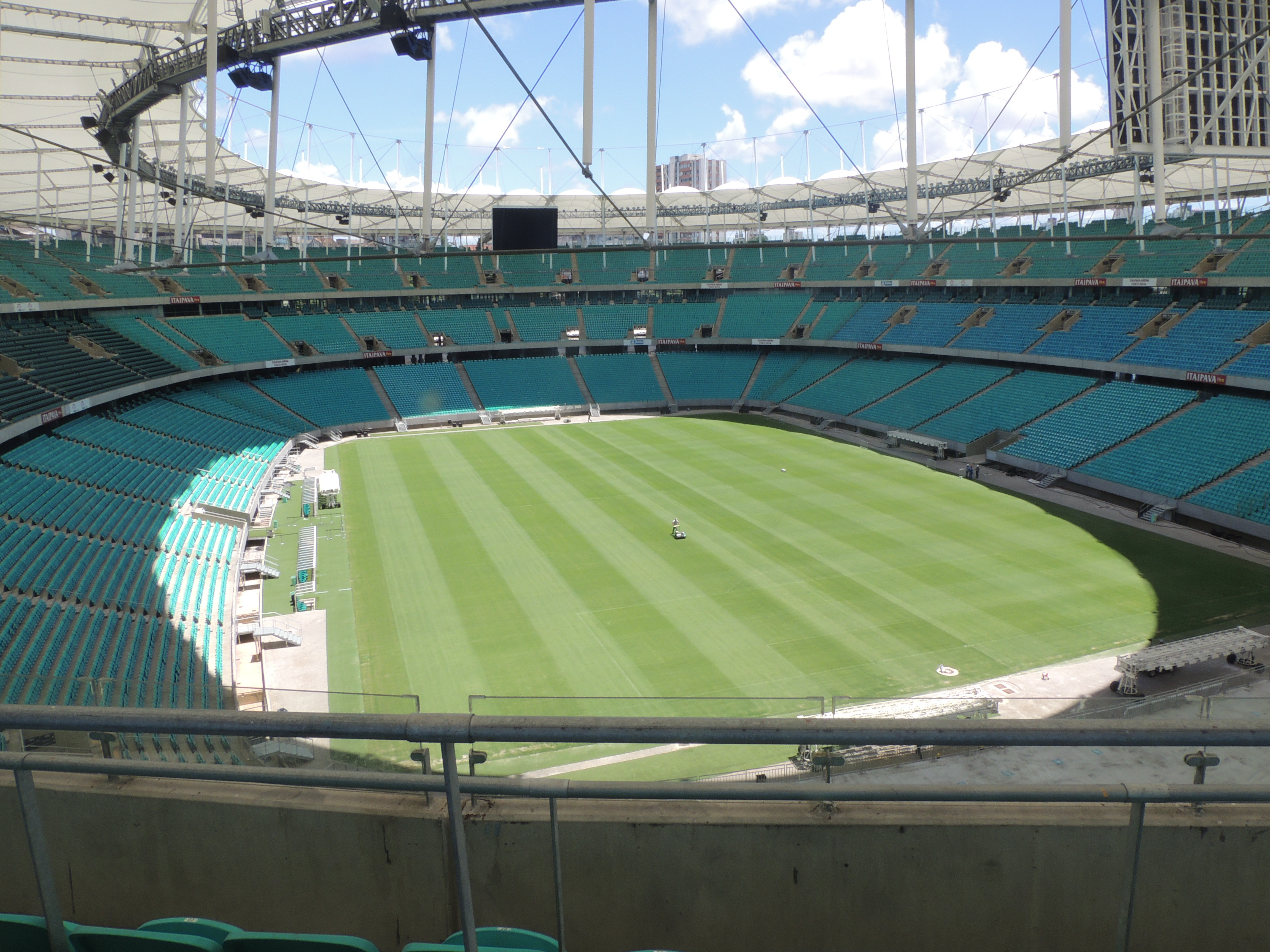
Arena Fonte Nova Salvador
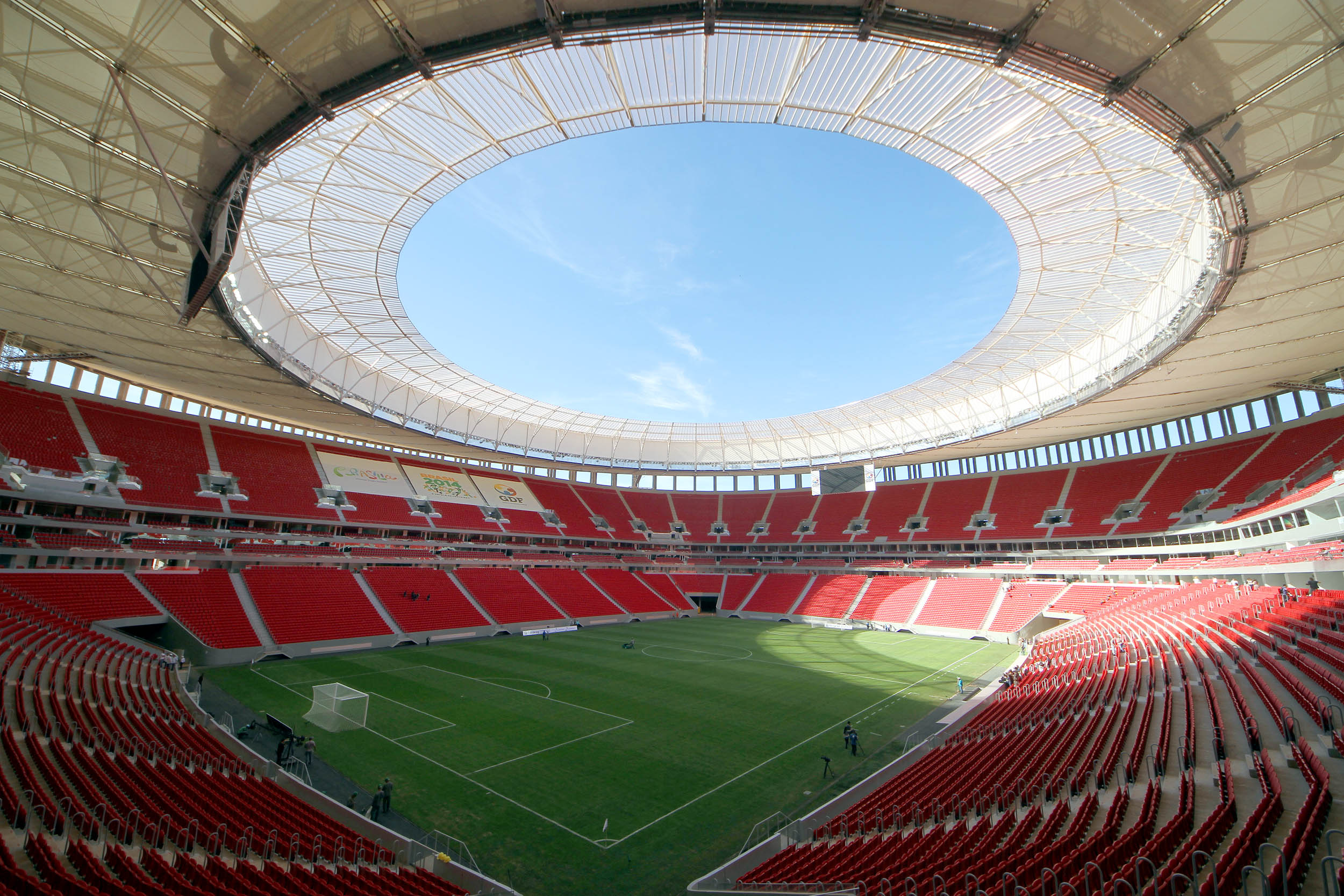
Estádio Nacional Brasília
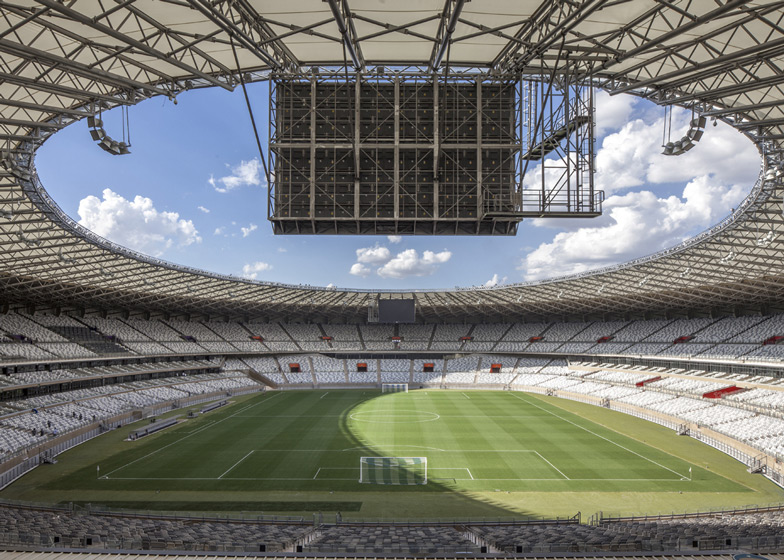
Mineirão Belo Horizonte

### Équipements temporaires

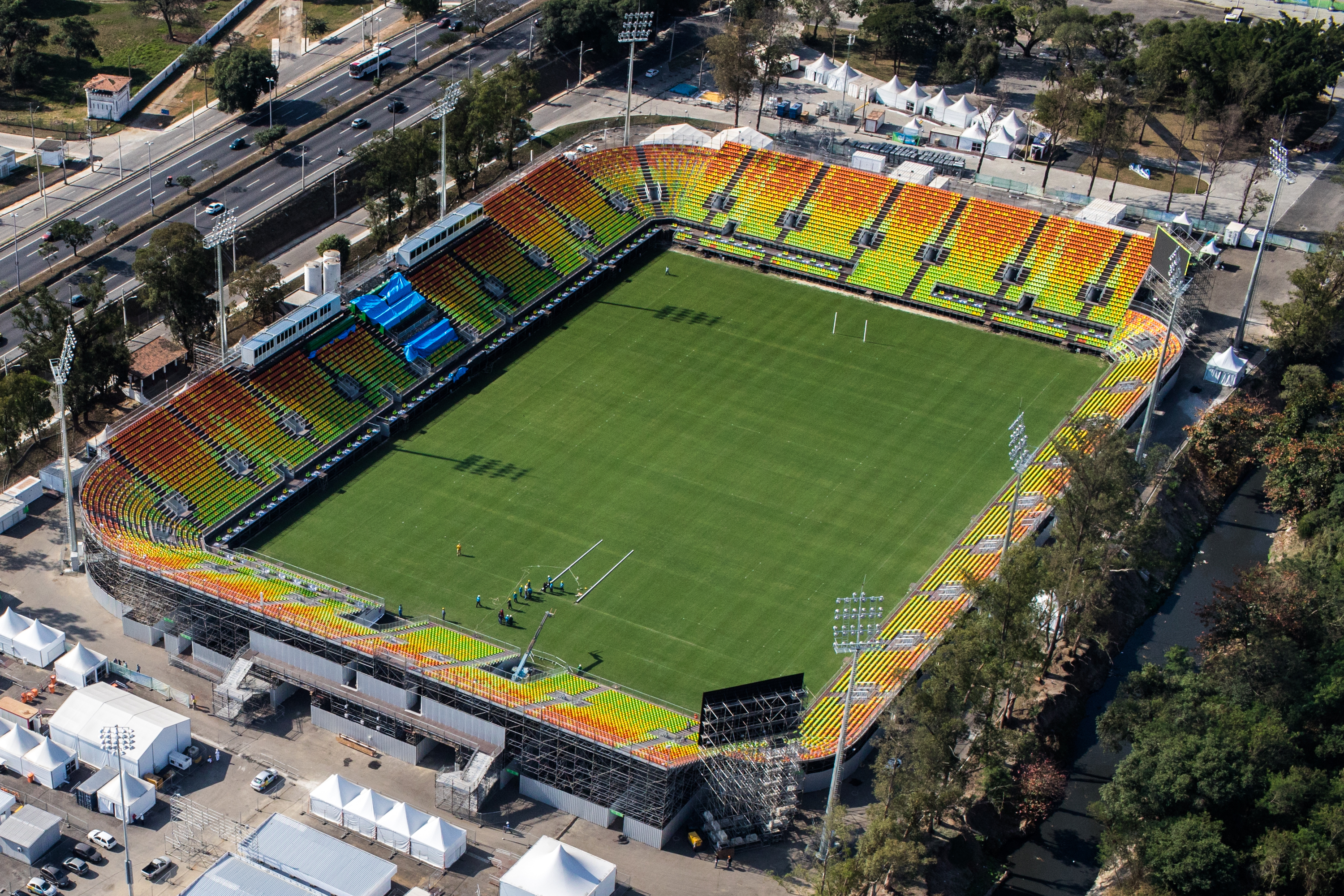
Stade de Deodoro, site des compétitions de rugby à sept et de pentathlon moderne.
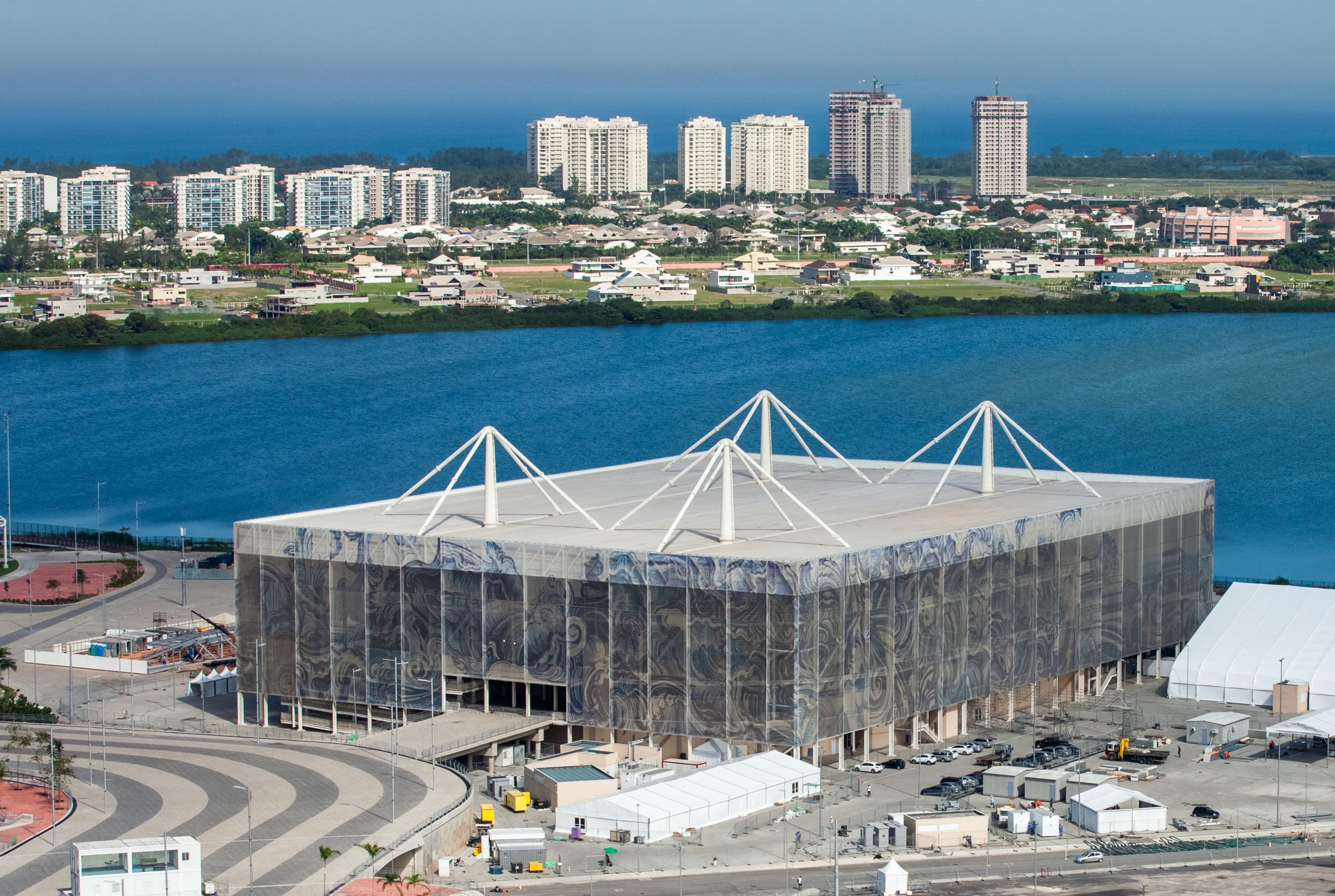
Centre aquatique olympique
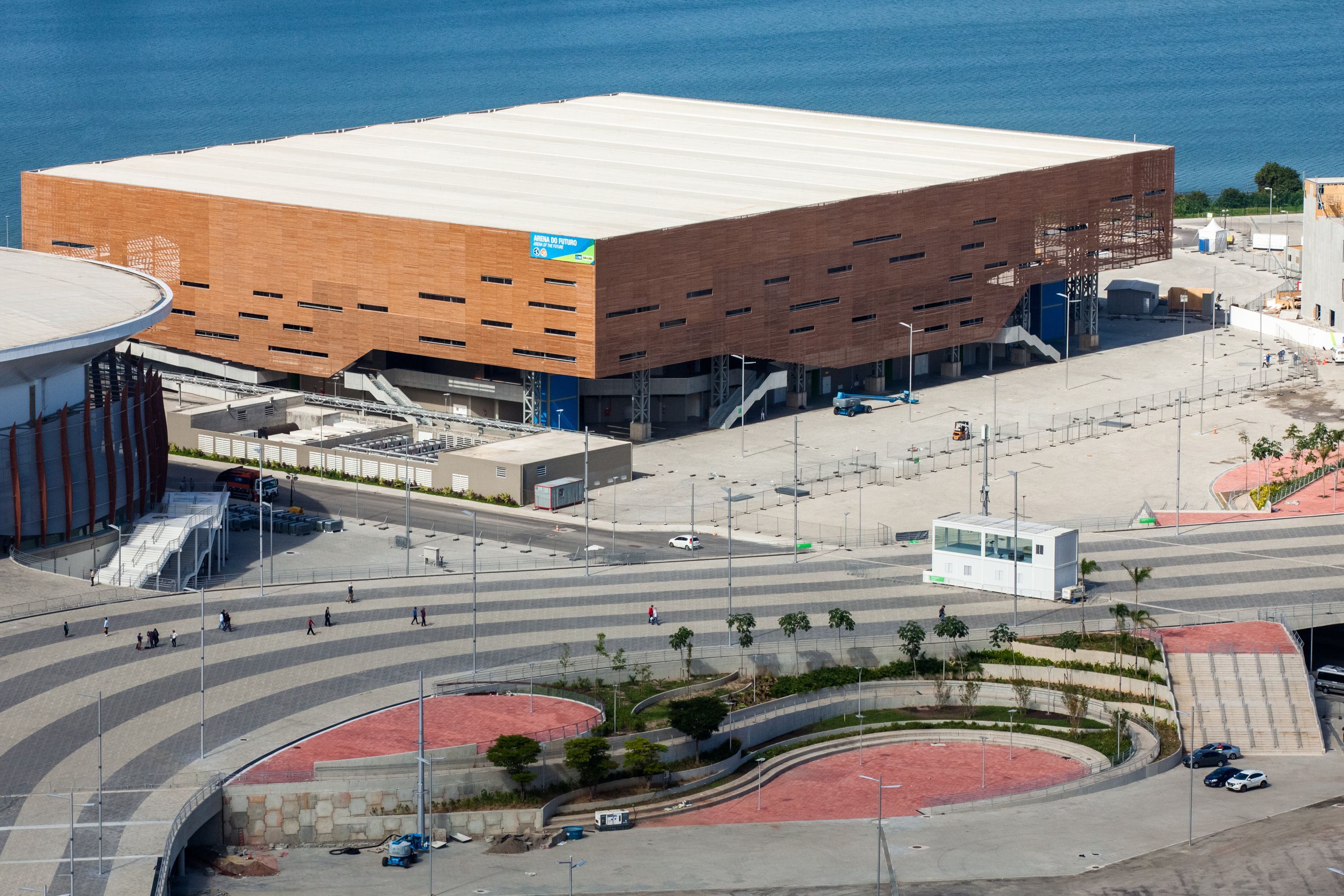
Future Arena

## Sports au programme
Cinq nouveaux sports étaient candidats pour leur entrée en lice aux Jeux olympiques : le karaté, le squash, le rugby à sept, le roller et le golf. Le baseball et le softball le furent également après leur éviction pour les Jeux de 2012, et pourraient être remplacés par le BMX freestyle et le skateboard, tous deux présentés depuis 2011 par l'Union cycliste Internationale et son président Patrick McQuaid ,.
Le 9 octobre 2009, le Comité international olympique a choisi de réintégrer le golf dans le programme des Jeux de 2016. En effet, le golf a déjà été sport olympique en 1900 et 1904. Soutenue par Tiger Woods, Pádraig Harrington, Michelle Wie et le monde du golf, la candidature du golf a été approuvée avec 63 voix pour et 27 voix contre.
Supprimé des programmes olympiques après les Jeux de 1924 en raison de violences, le rugby est réintégré au programme olympique pour les Jeux de 2016. Le rugby à sept a été accepté à 81 votes pour et 8 votes contre. Préféré au rugby à XV, le rugby à sept a été adopté car il est « universel, ouvert, spectaculaire et compréhensible ».
Lors de la réunion 2012 de la fédération internationale de voile (ISAF) de mi-année qui s'est tenue à Stresa en Italie du 3 au 6 mai 2012, l'ISAF avait décidé de remplacer la planche à voile par le kitesurf aux Jeux olympiques d'été de 2016. Cependant, après réclamation, son assemblée générale est revenue sur cette décision et a confirmé la planche au lieu du kitesurf dans la liste définitive.
Il y a un total de 28 sports pour 43 disciplines.
Au total, les épreuves masculines représentent 54 % du total, les épreuves féminines 44 % et les épreuves mixtes 2 %.
| Sports/disciplines                                                        | Hommes  | Femmes  | Mixtes | Total     |
| ------------------------------------------------------------------------- | ------- | ------- | ------ | --------- |
| Athlétisme                                                                | 24      | 23      |        | 47        |
| Aviron                                                                    | 8       | 6       |        | 14        |
| Badminton                                                                 | 2       | 2       | 1      | 5         |
| Basket-ball                                                               | 1       | 1       |        | 2         |
| Boxe                                                                      | 10      | 3       |        | 13        |
| Canoë-kayak • Course en ligne • Slalom                                    | 11 8 3  | 5 4 1   |        | 16 12 4   |
| Cyclisme • Cyclisme sur route • Cyclisme sur piste • VTT • BMX            | 9 2 5 1 | 9 2 5 1 |        | 18 4 10 2 |
| Équitation • Saut d'obstacles • Dressage • Concours complet               |         |         | 6 2    | 6 2       |
| Escrime                                                                   | 5       | 5       |        | 10        |
| Football                                                                  | 1       | 1       |        | 2         |
| Golf                                                                      | 1       | 1       |        | 2         |
| Gymnastique • Gymnastique artistique • Gymnastique rythmique • Trampoline | 9 8 1   | 9 6 2 1 |        | 18 14 2   |
| Haltérophilie                                                             | 8       | 7       |        | 15        |
| Handball                                                                  | 1       | 1       |        | 2         |

| Sports/disciplines                                                           | Hommes    | Femmes      | Mixtes | Total     |
| ---------------------------------------------------------------------------- | --------- | ----------- | ------ | --------- |
| Hockey sur gazon                                                             | 1         | 1           |        | 2         |
| Judo                                                                         | 7         | 7           |        | 14        |
| Lutte • Libre • Gréco-romaine                                                | 14 7      | 4           |        | 18 11 7   |
| Sports aquatiques • Natation • Plongeon • Natation synchronisée • Water-polo | 22 17 4 1 | 24 17 4 2 1 |        | 46 34 8 2 |
| Pentathlon moderne                                                           | 1         | 1           |        | 2         |
| Rugby à sept                                                                 | 1         | 1           |        | 2         |
| Taekwondo                                                                    | 4         | 4           |        | 8         |
| Tennis                                                                       | 2         | 2           | 1      | 5         |
| Tennis de table                                                              | 2         | 2           |        | 4         |
| Tir • Carabine • Pistolet • Tir aux plateaux                                 | 9 3       | 6 2         |        | 15 5      |
| Tir à l'arc                                                                  | 2         | 2           |        | 4         |
| Triathlon                                                                    | 1         | 1           |        | 2         |
| Voile                                                                        | 5         | 4           | 1      | 10        |
| Volley-ball • En salle • Beach-volley                                        | 2 1       | 2 1         |        | 4 2       |
| Total (28 sports)                                                            | 163       | 134         | 9      | 306       |

## Tableau des médailles
Les quinze premières nations au classement des médailles de leurs athlètes.
- Pays organisateur (Brésil)

| Rang | Nation          | Or | Argent | Bronze | Total |
| ---- | --------------- | -- | ------ | ------ | ----- |
| 1    | États-Unis      | 46 | 37     | 38     | 121   |
| 2    | Grande-Bretagne | 27 | 23     | 17     | 67    |
| 3    | Chine           | 26 | 18     | 26     | 70    |
| 4    | Russie          | 19 | 17     | 20     | 56    |
| 5    | Allemagne       | 17 | 10     | 15     | 42    |
| 6    | Japon           | 12 | 8      | 21     | 41    |
| 7    | France          | 10 | 18     | 14     | 42    |
| 8    | Corée du Sud    | 9  | 3      | 9      | 21    |
| 9    | Italie          | 8  | 12     | 8      | 28    |
| 10   | Australie       | 8  | 11     | 10     | 29    |
| 11   | Pays-Bas        | 8  | 7      | 4      | 19    |
| 12   | Hongrie         | 8  | 3      | 4      | 15    |
| 13   | Brésil          | 7  | 6      | 6      | 19    |
| 14   | Espagne         | 7  | 4      | 6      | 17    |
| 15   | Kenya           | 6  | 6      | 1      | 13    |

Le Viêt Nam, Porto Rico, Singapour, le Koweït, la Jordanie, Fidji, le Kosovo, la Côte d'Ivoire et le Tadjikistan ont remporté durant ces jeux leur première médaille d'or lors d'une olympiade.

## Aspects extra-sportifs

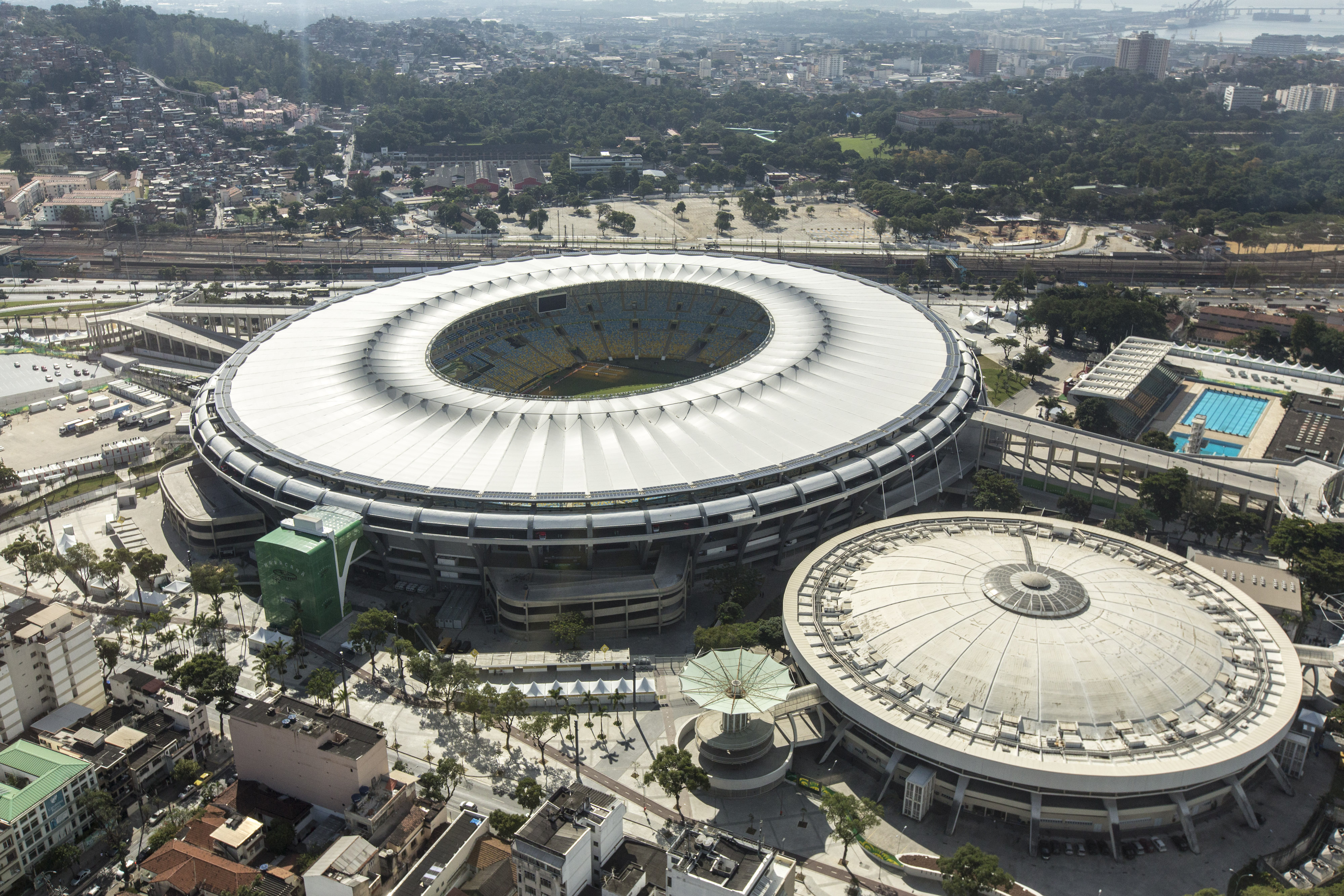
Vue aérienne du stade Maracanã, à proximité des favelas

### Sécurité
Onze ouvriers meurent sur les chantiers liés aux préparatifs des Jeux olympiques.
Des inquiétudes ont été exprimées à propos de l'insécurité dans la ville de Rio de Janeiro, et ce, dès la phase des candidatures, et de la capacité des pouvoirs publics brésiliens à assurer la sécurité des grands événements sportifs, inquiétudes renforcées par l'agression subie par Jenson Button, pilote de Formule 1, alors qu'il quittait en voiture le circuit d'Interlagos à la suite du Grand Prix du Brésil 2010.
Toutefois, Rio de Janeiro a mis en place une politique afin de « pacifier » la ville et les favelas, notamment via l'Unité de Police Pacificatrice.
Le 30 juin 2016, à quelques semaines du début des Jeux, les deux chaînes de télévision allemandes ARD et ZDF sont victimes d'un vol de matériel technique d'une valeur de 400 000 euros. Le matériel est finalement retrouvé le lendemain.
Dans un contexte de menace terroriste mondialisée, les autorités brésiliennes sont très attentives à ce risque dans le cadre des Jeux olympiques. À la suite de l'attentat de Nice du 14 juillet 2016, le niveau de sécurité est relevé.
À partir du 21 juillet, la police fédérale brésilienne arrête douze personnes soupçonnées d'appartenir à une cellule, mal organisée, de sympathisants de l'organisation État islamique et planifiant des attentats.
Le 7 août 2016, Tiago Brandão Rodrigues, ministre de l'Éducation du Portugal ayant tutelle sur les sports, est menacé par deux hommes armés de couteaux auxquels il doit remettre ses effets, alors qu'il s'apprête à rentrer à son hôtel situé à Ipanema, quartier pourtant réputé sûr. Le ministre a pu récupérer ses biens peu après, les voleurs ayant été immobilisés par des passants et arrêtés par la police. L'histoire met en lumière les nombreux incidents de sécurité rapportés par plusieurs délégations depuis juillet,.
Dans la nuit du dimanche au lundi 15 août, de retour d'une fête, quatre nageurs américains parmi lesquels le multiple médaillé olympique Ryan Lochte affirment s'être fait agresser par de faux policiers. Cependant, l'enquête, notamment basée sur les images des caméras de sécurité, conclut à un mensonge de la part des athlètes qui, sous l'emprise de l'alcool, ont causé divers incidents, ce qui a provoqué la confiscation de leur passeport pour faux témoignage et la présentation d'excuses de la part du comité olympique des États-Unis. Les nageurs ont cependant pu récupérer leurs papiers et sont retournés aux États-Unis.

### Violations supposées des droits de l'Homme
Des organisations telles que l'ONU ou Amnesty International ont rapporté certaines violations aux droits de l'homme. Des violations dues au relogement de personnes expulsées des favelas pour permettre la construction des infrastructures sportives, de transport, hôtelières, etc.
C'est le cas, notamment, de la favela de Metrô, située à proximité du stade Maracanã.
La favela Vila autodrome, construite dans les années 1980, et située à proximité du quartier touristique de  Barra da Tijuca apprend en 2010 par la presse qu'elle est menacée d'expulsion afin de recevoir le village olympique. Les 2 000 habitants qui avaient refusé de quitter leurs maisons voient celle-ci rasées 48 heures avant le début des Jeux, malgré leurs titres de propriété. Seules une vingtaine de familles sur les 600 concernées sont relogées sur place dans des préfabriqués de 40 m2. Au total, près de 80 000 personnes ont été déplacées de gré ou de force pour laisser la place aux Jeux olympiques.
Raquel Rolnik, rapporteuse spéciale des Nations unies sur le droit à un logement convenable, s'est inquiétée « du manque de transparence, de négociations justes et de participation des communautés affectées par les expulsions ». Amnesty International a dénoncé dans son rapport 2011 l'expulsion sans information, consultation ou indemnisation des habitants, et leur relogement dans une banlieue située à 60 kilomètres de Rio.

### Politique brésilienne
L'organisation des Jeux olympiques se couple, en 2016, avec une crise politique impliquant l'ancien président Lula, soupçonné de corruption, et d'une procédure de destitution visant la présidente Dilma Rousseff, télescopant ainsi l'importance de l'événement sportif. Cela crée un climat délétère, de grandes manifestations d'opposition dans le pays et engendre des conséquences négatives sur l'économie.

### Épidémie de fièvre Zika
Une épidémie de fièvre Zika est officiellement déclarée au Brésil en avril 2015 et se propage en 2016. Des experts de la santé conseillent de repousser ou déplacer les Jeux en raison des risques représentés par le virus, ce que refuse le Comité olympique. Certains sportifs préfèrent cependant ne pas se rendre au Brésil et renoncent à participer aux Jeux pour préserver leur santé ou craignant de contaminer leur femme, comme les golfeurs Marc Leishman, Vijay Singh et Rory McIlroy, les joueurs de tennis Milos Raonic, Tomáš Berdych, Simona Halep et Karolína Plíšková, et le cycliste Tejay van Garderen.

### Soupçons de corruption
En boxe, le Russe Evgeny Tishchenko devient le 15 août champion olympique dans la catégorie des - 91 kg dans un match controversé entaché de soupçons de corruption,,.
En juillet 2019, l’ex-gouverneur de Rio, Sérgio Cabral Filho, reconnaît avoir payé des pots-de-vin à des délégués du Comité international olympique (CIO) pour décrocher l’organisation de la compétition.

### Accusations de sexisme
Les commentateurs sportifs de France Télévisions ont été pointés du doigt pour leurs commentaires jugés déplacés à propos des participantes féminines. Il leur est notamment reproché de se concentrer davantage sur leur physique ou sur leur supposée fragilité émotionnelle plutôt que sur leurs performances sportives.

### Utilisation de la langue française
Bien que le français soit une des deux langues officielles des Jeux olympiques avec l'anglais, il n'est que très peu utilisé pour la signalétique. L'Organisation internationale de la francophonie regrette cette situation contraire au statut du Comité international olympique,,.

## Droits télévisés
Les chaînes suivantes ont acquis les droits télévisés de diffusion des Jeux de 2016 :
- - EPTV[78]
- - ZDF/ARD
- - ORF[79]
- - İTV[80]
- - VRT/RTBF [81],[82]
- - Rede Globo, Rede Record[83]
- - CBC/Radio-Canada Réseau des Sports RDS [84]
- - CCTV[85]
- - Radio Televisión Española
- - RTP1/RTP2
- - ERR/ MTG[86]
- - NBC[87]
- - Sportfive[88]
- - Yle[89]
- - France Télévisions/Canal+[90],[91]
- - RAI/Sky Italia
- - NHK[92]
- - SBS [93]
- - LNK, Lietuvos rytas TV
- - AD Sports, Dubai Sports
- - NOS[94]
- - TV 2[95]
- - RTV Slovenija[96]
- - Sveriges Television[97]
- - SRG SSR[98]
- - BBC[99]
- - TRT
- - TT 1/TT 2[100]